# Gemeinden des Kantons Freiburg

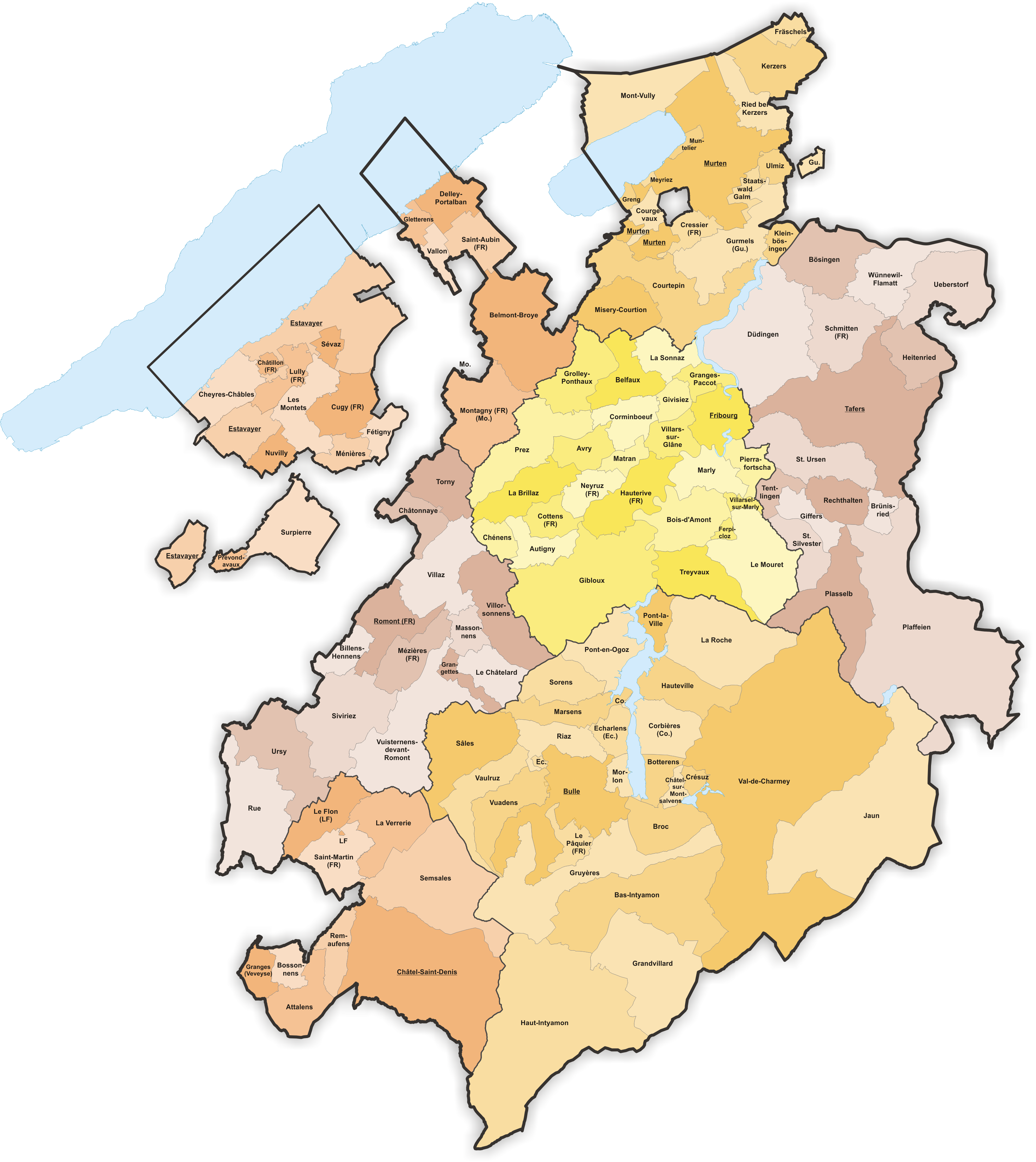
Gemeinden des Kantons Freiburg

Der Kanton Freiburg umfasst 121 politische Gemeinden (Stand: 1. Januar 2025). Hauptort ist Freiburg (Fribourg). Bezirkshauptorte sind fett hervorgehoben.

## Liste der Gemeinden
| Wappen          | Gemeindename              | Einwohner 31. Dezember 2023 | Fläche in km² | Einwohner pro km² | Bezirk            |
| --------------- | ------------------------- | --------------------------- | ------------- | ----------------- | ----------------- |
|                 | Attalens                  | 3678                        | 9,74          | 378               | Veveyse/Vivisbach |
|                 | Autigny                   | 804                         | 6,22          | 129               | Sarine/Saane      |
|                 | Avry                      | 1926                        | 5,83          | 330               | Sarine/Saane      |
|                 | Bas-Intyamon              | 1701                        | 33,34         | 51                | Gruyère/Greyerz   |
|                 | Belfaux                   | 3470                        | 8,88          | 391               | Sarine/Saane      |
|                 | Belmont-Broye             | 6011                        | 25,80         | 233               | Broye             |
|                 | Billens-Hennens           | 908                         | 4,89          | 186               | Glâne/Glane       |
|                 | Bois-d’Amont              | 2381                        | 12,28         | 194               | Sarine/Saane      |
|                 | Bösingen                  | 3341                        | 14,32         | 233               | Sense/Singine     |
|                 | Bossonnens                | 1609                        | 4,12          | 391               | Veveyse/Vivisbach |
|                 | Botterens                 | 741                         | 4,27          | 174               | Gruyère/Greyerz   |
|                 | Broc                      | 2810                        | 10,03         | 280               | Gruyère/Greyerz   |
|                 | Brünisried                | 700                         | 3,25          | 215               | Sense/Singine     |
|                 | Bulle                     | 26'749                      | 23,86         | 1121              | Gruyère/Greyerz   |
|                 | Châtel-Saint-Denis        | 8512                        | 47,93         | 178               | Veveyse/Vivisbach |
|                 | Châtel-sur-Montsalvens    | 359                         | 2,03          | 177               | Gruyère/Greyerz   |
|                 | Châtillon (FR)            | 527                         | 1,28          | 412               | Broye             |
|                 | Châtonnaye                | 865                         | 6,31          | 137               | Glâne/Glane       |
|                 | Chénens                   | 847                         | 3,94          | 215               | Sarine/Saane      |
|                 | Cheyres-Châbles           | 2468                        | 9,79          | 252               | Broye             |
|                 | Corbières                 | 1042                        | 9,62          | 108               | Gruyère/Greyerz   |
|                 | Corminboeuf               | 2928                        | 7,23          | 405               | Sarine/Saane      |
|                 | Cottens (FR)              | 1508                        | 4,97          | 303               | Sarine/Saane      |
|                 | Courgevaux                | 1462                        | 3,38          | 433               | See/Lac           |
|                 | Courtepin                 | 5765                        | 21,92         | 263               | See/Lac           |
|                 | Cressier (FR)             | 1094                        | 4,17          | 262               | See/Lac           |
|                 | Crésuz                    | 474                         | 1,79          | 265               | Gruyère/Greyerz   |
|                 | Cugy (FR)                 | 1989                        | 9,88          | 201               | Broye             |
|                 | Delley-Portalban          | 1339                        | 7,23          | 185               | Broye             |
|                 | Düdingen                  | 8939                        | 30,76         | 291               | Sense/Singine     |
|                 | Echarlens                 | 841                         | 4,66          | 180               | Gruyère/Greyerz   |
|                 | Estavayer                 | 10'296                      | 40,38         | 255               | Broye             |
|                 | Ferpicloz                 | 251                         | 1,02          | 246               | Sarine/Saane      |
|                 | Fétigny                   | 1189                        | 4,10          | 290               | Broye             |
|                 | Fräschels                 | 440                         | 3,11          | 141               | See/Lac           |
|                 | Fribourg                  | 38'660                      | 9,29          | 4161              | Sarine/Saane      |
|                 | Gibloux                   | 8134                        | 36,06         | 226               | Sarine/Saane      |
|                 | Giffers                   | 1684                        | 5,22          | 323               | Sense/Singine     |
|                 | Givisiez                  | 3309                        | 3,46          | 956               | Sarine/Saane      |
|                 | Gletterens                | 1135                        | 2,97          | 382               | Broye             |
|                 | Grandvillard              | 858                         | 24,32         | 35                | Gruyère/Greyerz   |
|                 | Granges (Veveyse)         | 970                         | 4,47          | 217               | Veveyse/Vivisbach |
|                 | Granges-Paccot            | 3936                        | 3,99          | 986               | Sarine/Saane      |
|                 | Grangettes                | 212                         | 3,31          | 64                | Glâne/Glane       |
|                 | Greng                     | 167                         | 0,96          | 174               | See/Lac           |
|                 | Gruyères                  | 2301                        | 28,44         | 81                | Gruyère/Greyerz   |
|                 | Grolley-Ponthaux          | 2926                        | 11,25         | 260               | Sarine/Saane      |
|                 | Gurmels                   | 4695                        | 17,32         | 271               | See/Lac           |
|                 | Hauterive (FR)            | 2687                        | 11,97         | 224               | Sarine/Saane      |
|                 | Hauteville                | 730                         | 10,54         | 69                | Gruyère/Greyerz   |
|                 | Haut-Intyamon             | 1691                        | 60,27         | 28                | Gruyère/Greyerz   |
|                 | Heitenried                | 1403                        | 9,13          | 154               | Sense/Singine     |
|                 | Jaun                      | 647                         | 55,26         | 12                | Gruyère/Greyerz   |
|                 | Kerzers                   | 5448                        | 12,28         | 444               | See/Lac           |
|                 | Kleinbösingen             | 705                         | 3,02          | 233               | See/Lac           |
|                 | La Brillaz                | 2201                        | 10,30         | 214               | Sarine/Saane      |
|                 | La Roche                  | 1859                        | 24,06         | 77                | Gruyère/Greyerz   |
|                 | La Sonnaz                 | 1406                        | 6,96          | 202               | Sarine/Saane      |
|                 | La Verrerie               | 1346                        | 13,43         | 100               | Veveyse/Vivisbach |
|                 | Le Châtelard              | 352                         | 7,49          | 47                | Glâne/Glane       |
|                 | Le Flon                   | 1203                        | 9,57          | 126               | Veveyse/Vivisbach |
|                 | Le Mouret                 | 3323                        | 18,56         | 179               | Sarine/Saane      |
|                 | Le Pâquier (FR)           | 1390                        | 4,50          | 309               | Gruyère/Greyerz   |
|                 | Les Montets               | 1614                        | 10,29         | 157               | Broye             |
|                 | Lully (FR)                | 1214                        | 5,52          | 220               | Broye             |
|                 | Marly                     | 9069                        | 7,72          | 1175              | Sarine/Saane      |
|                 | Marsens                   | 2115                        | 7,84          | 270               | Gruyère/Greyerz   |
|                 | Massonnens                | 606                         | 4,29          | 141               | Glâne/Glane       |
|                 | Matran                    | 1774                        | 2,91          | 610               | Sarine/Saane      |
|                 | Ménières                  | 442                         | 4,38          | 101               | Broye             |
|                 | Meyriez                   | 564                         | 0,34          | 1659              | See/Lac           |
|                 | Mézières (FR)             | 1147                        | 8,93          | 128               | Glâne/Glane       |
|                 | Misery-Courtion           | 2364                        | 11,35         | 208               | See/Lac           |
|                 | Mont-Vully                | 4452                        | 17,52         | 254               | See/Lac           |
|                 | Montagny (FR)             | 3017                        | 17,53         | 172               | Broye             |
|                 | Morlon                    | 713                         | 2,64          | 270               | Gruyère/Greyerz   |
|                 | Muntelier                 | 964                         | 1,11          | 868               | See/Lac           |
|                 | Murten                    | 9531                        | 36,41         | 262               | See/Lac           |
|                 | Neyruz                    | 2875                        | 5,53          | 520               | Sarine/Saane      |
|                 | Nuvilly                   | 493                         | 3,98          | 124               | Broye             |
|                 | Pierrafortscha            | 150                         | 5,06          | 30                | Sarine/Saane      |
| Plaffeien       | Plaffeien                 | 3668                        | 66,51         | 55                | Sense/Singine     |
|                 | Plasselb                  | 1059                        | 18,16         | 58                | Sense/Singine     |
|                 | Pont-en-Ogoz              | 2013                        | 10,16         | 198               | Gruyère/Greyerz   |
|                 | Pont-la-Ville             | 613                         | 4,36          | 141               | Gruyère/Greyerz   |
|                 | Prévondavaux              | 97                          | 1,82          | 53                | Broye             |
|                 | Prez                      | 2472                        | 16,05         | 154               | Sarine/Saane      |
|                 | Rechthalten               | 1152                        | 7,30          | 158               | Sense/Singine     |
|                 | Remaufens                 | 1285                        | 5,91          | 217               | Veveyse/Vivisbach |
|                 | Riaz                      | 2890                        | 7,75          | 373               | Gruyère/Greyerz   |
|                 | Ried bei Kerzers          | 1223                        | 7,55          | 162               | See/Lac           |
|                 | Romont (FR)               | 5891                        | 10,89         | 541               | Glâne/Glane       |
|                 | Rue                       | 2632                        | 20,04         | 131               | Glâne/Glane       |
|                 | Saint-Aubin (FR)          | 1970                        | 7,89          | 250               | Broye             |
|                 | Saint-Martin (FR)         | 1011                        | 9,78          | 103               | Veveyse/Vivisbach |
|                 | Sâles                     | 1452                        | 18,82         | 77                | Gruyère/Greyerz   |
|                 | Schmitten (FR)            | 4300                        | 13,49         | 319               | Sense/Singine     |
|                 | Semsales                  | 1575                        | 29,36         | 54                | Veveyse/Vivisbach |
|                 | Sévaz                     | 314                         | 2,50          | 126               | Broye             |
|                 | Siviriez                  | 2566                        | 20,28         | 127               | Glâne/Glane       |
|                 | Sorens                    | 1096                        | 8,71          | 126               | Gruyère/Greyerz   |
|                 | St. Silvester             | 1014                        | 7,04          | 144               | Sense/Singine     |
|                 | St. Ursen                 | 1441                        | 15,72         | 92                | Sense/Singine     |
|                 | Surpierre                 | 1230                        | 14,79         | 83                | Broye             |
| Tafers          | Tafers                    | 7900                        | 41,35         | 191               | Sense/Singine     |
| Tentlingen      | Tentlingen                | 1358                        | 3,61          | 376               | Sense/Singine     |
|                 | Torny                     | 1082                        | 10,18         | 106               | Glâne/Glane       |
|                 | Treyvaux                  | 1596                        | 11,40         | 140               | Sarine/Saane      |
|                 | Ueberstorf                | 2400                        | 16,11         | 149               | Sense/Singine     |
|                 | Ulmiz                     | 425                         | 2,84          | 150               | See/Lac           |
|                 | Ursy                      | 4025                        | 17,13         | 235               | Glâne/Glane       |
|                 | Val-de-Charmey            | 2672                        | 112,04        | 24                | Gruyère/Greyerz   |
|                 | Vallon                    | 520                         | 3,51          | 148               | Broye             |
|                 | Vaulruz                   | 1128                        | 10,10         | 112               | Gruyère/Greyerz   |
|                 | Villars-sur-Glâne         | 12'444                      | 5,48          | 2271              | Sarine/Saane      |
|                 | Villarsel-sur-Marly       | 74                          | 1,39          | 53                | Sarine/Saane      |
|                 | Villaz                    | 2347                        | 15,43         | 152               | Glâne/Glane       |
|                 | Villorsonnens             | 1526                        | 15,47         | 99                | Glâne/Glane       |
|                 | Vuadens                   | 2556                        | 10,45         | 245               | Gruyère/Greyerz   |
|                 | Vuisternens-devant-Romont | 2352                        | 24,02         | 98                | Glâne/Glane       |
|                 | Wünnewil-Flamatt          | 5722                        | 13,27         | 431               | Sense/Singine     |
| Kanton Freiburg | Kanton Freiburg (121)     | 341'537                     | 1.672,43      | 204               | —                 |

Die Landfläche der Gemeinden des Kantons Freiburg beträgt 1'591,71 km². Dazu kommen der Staatswald Galm mit 2,57 km² (total 1'593,28 km²) und der Seeflächenanteil 78,14 km² Lac de la Gruyère/Greyerzersee 8,56 km², Anteil Lac de Neuchâtel/Neuenburgersee 55,19 km², Murtensee 14,39 km². Somit beträgt die Gesamtfläche des Kantons Freiburg 1672,42 km².

## Veränderungen im Gemeindebestand

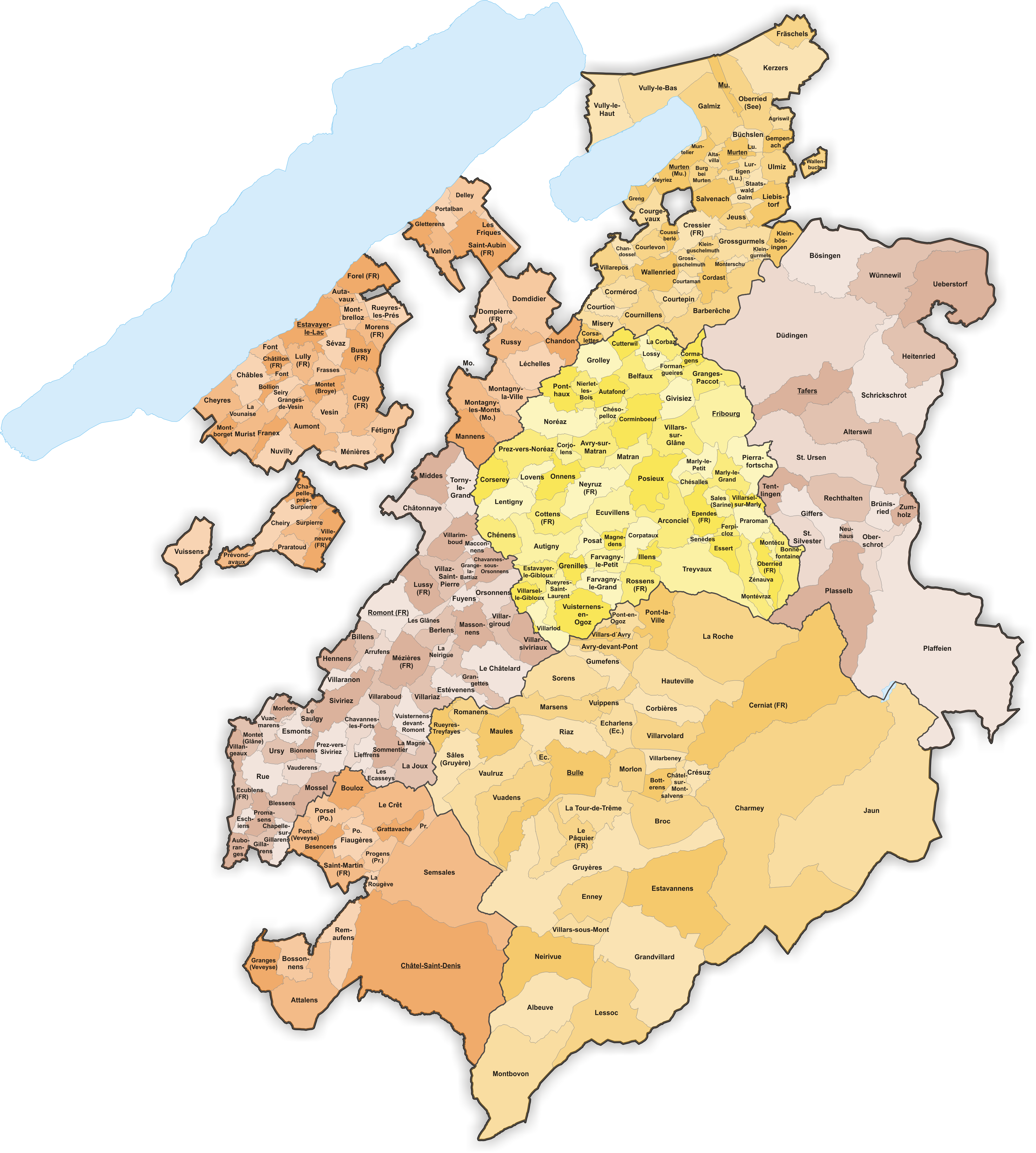
Gemeinden bis 1859
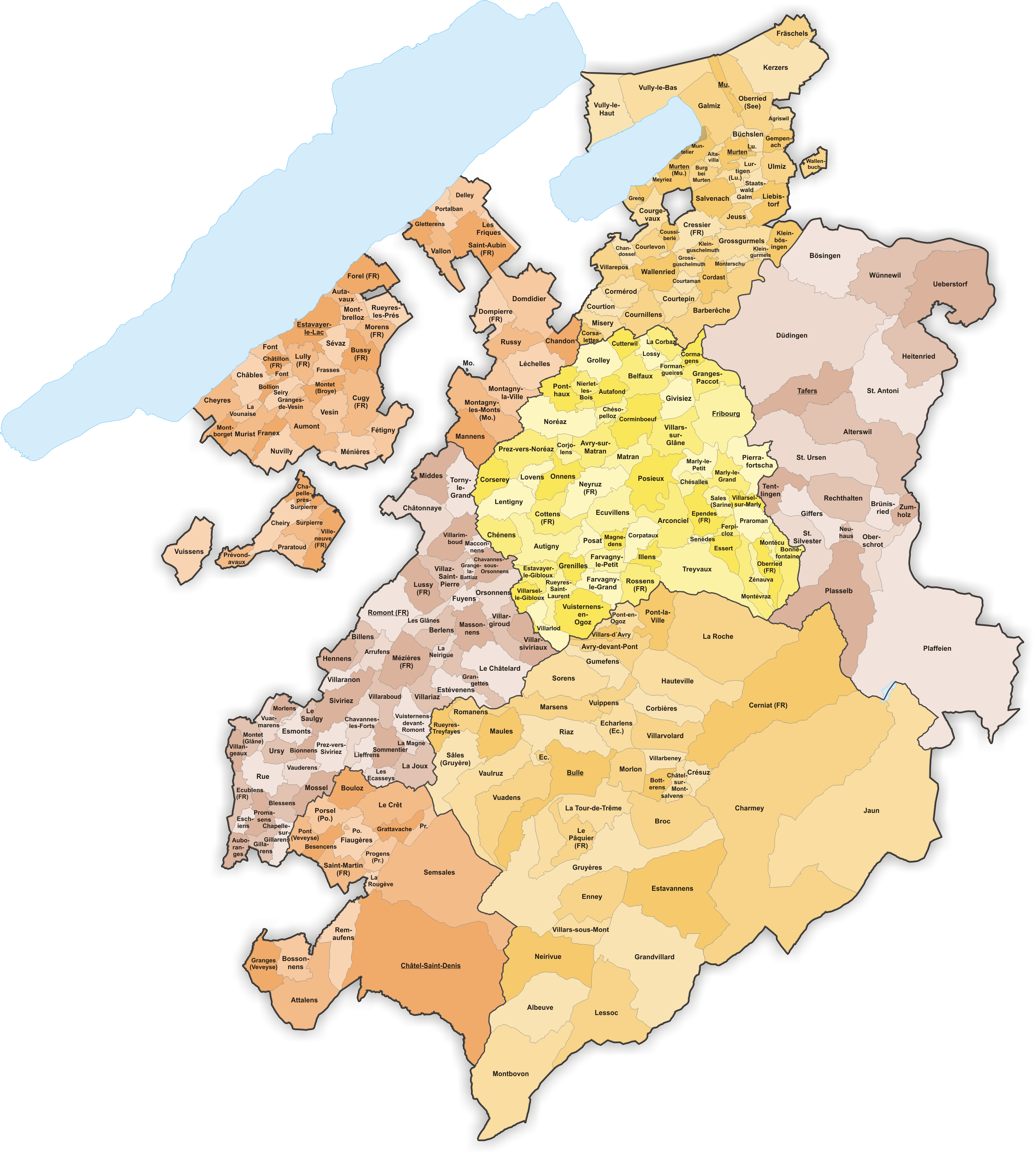
Gemeinden bis 1865
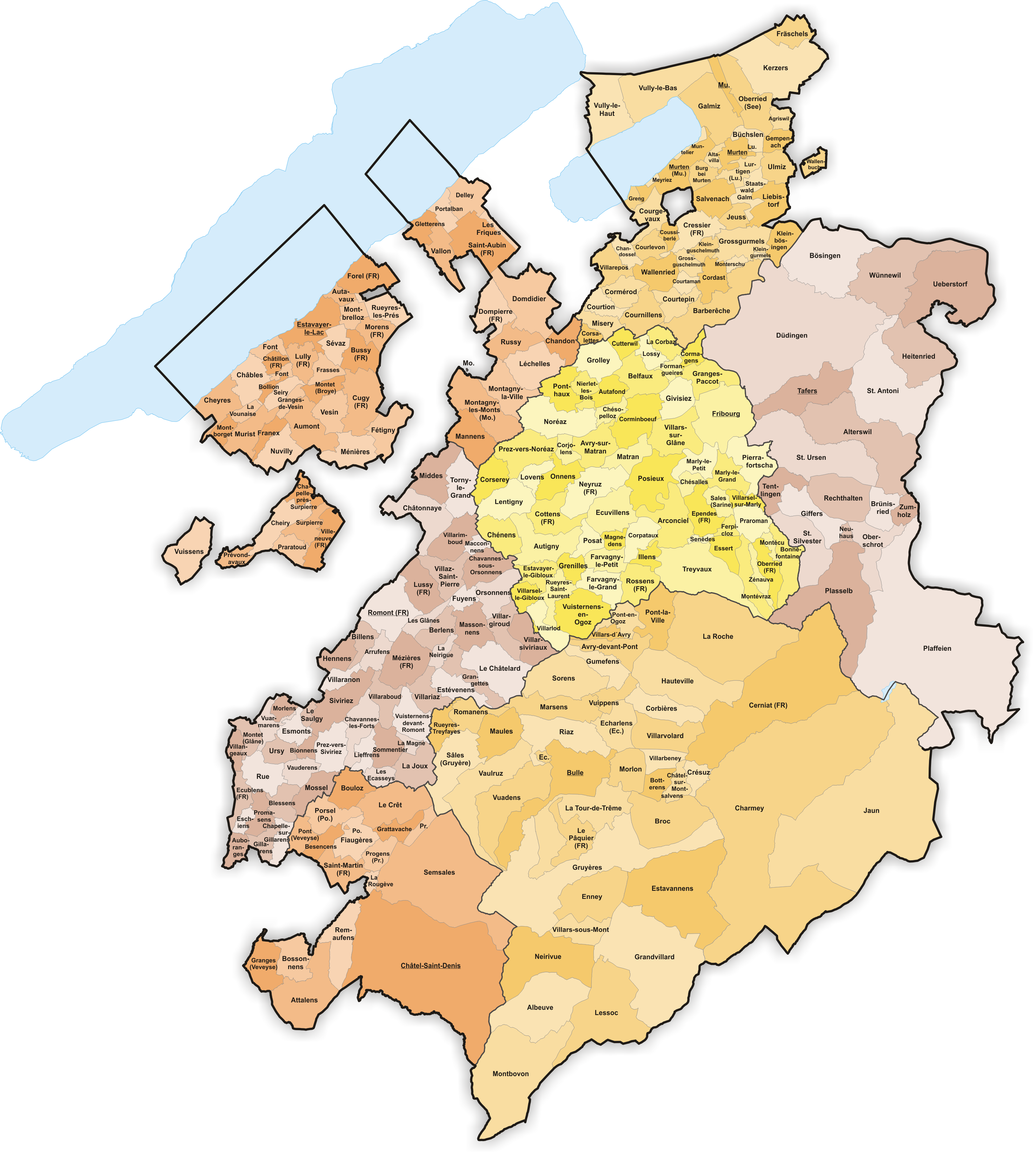
Gemeinden bis 1867
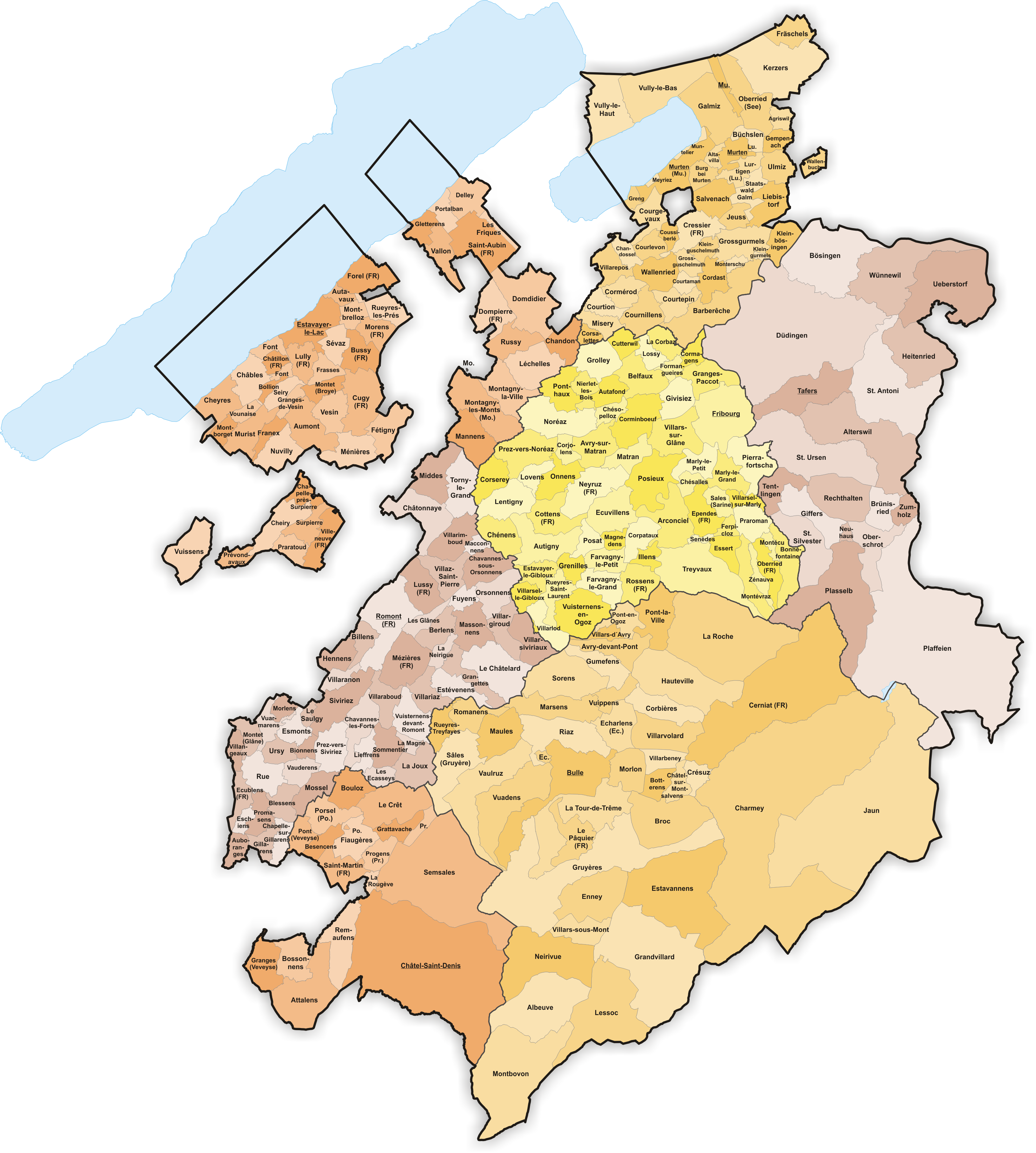
Gemeinden bis 1901
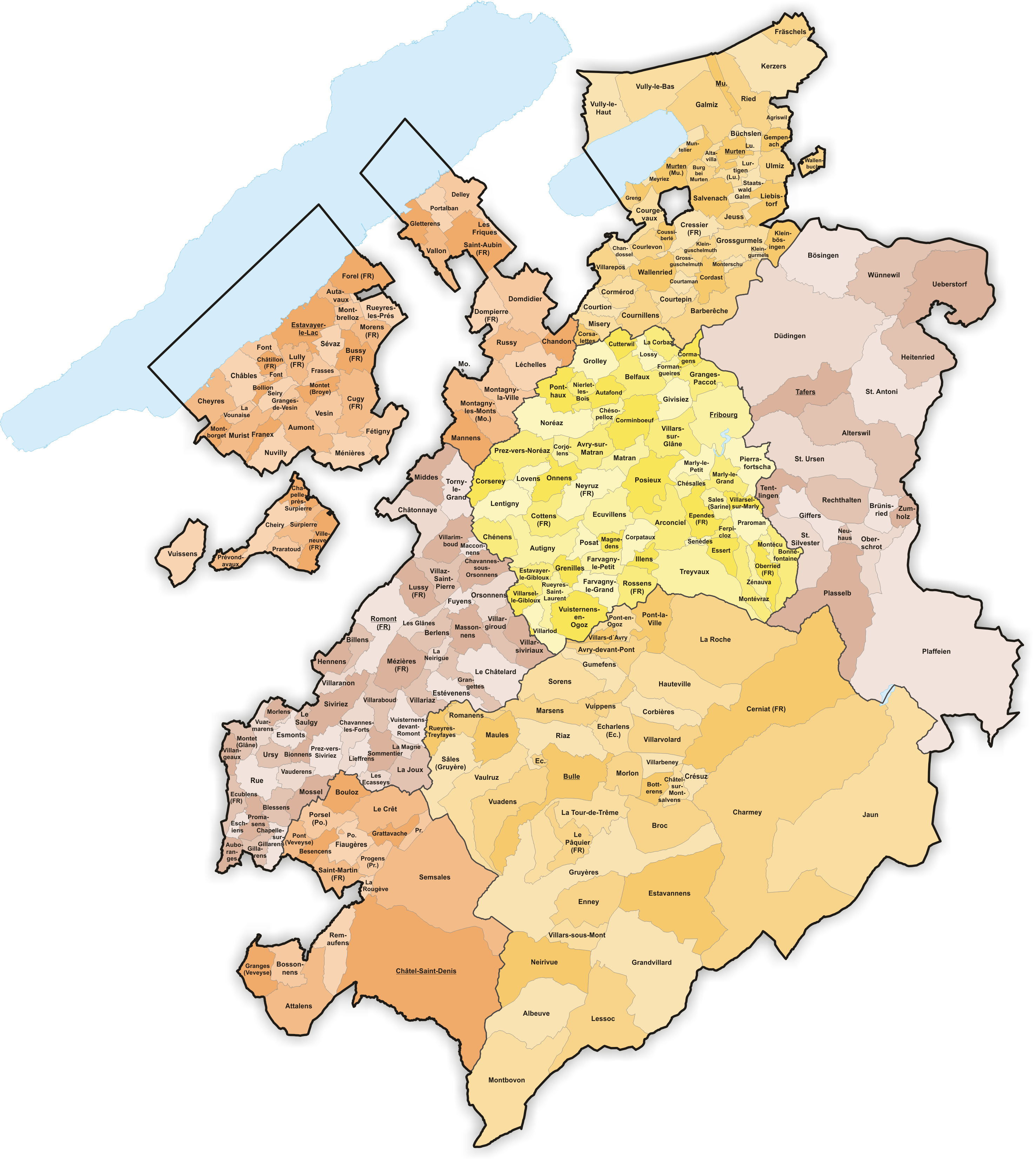
Gemeinden bis 1910
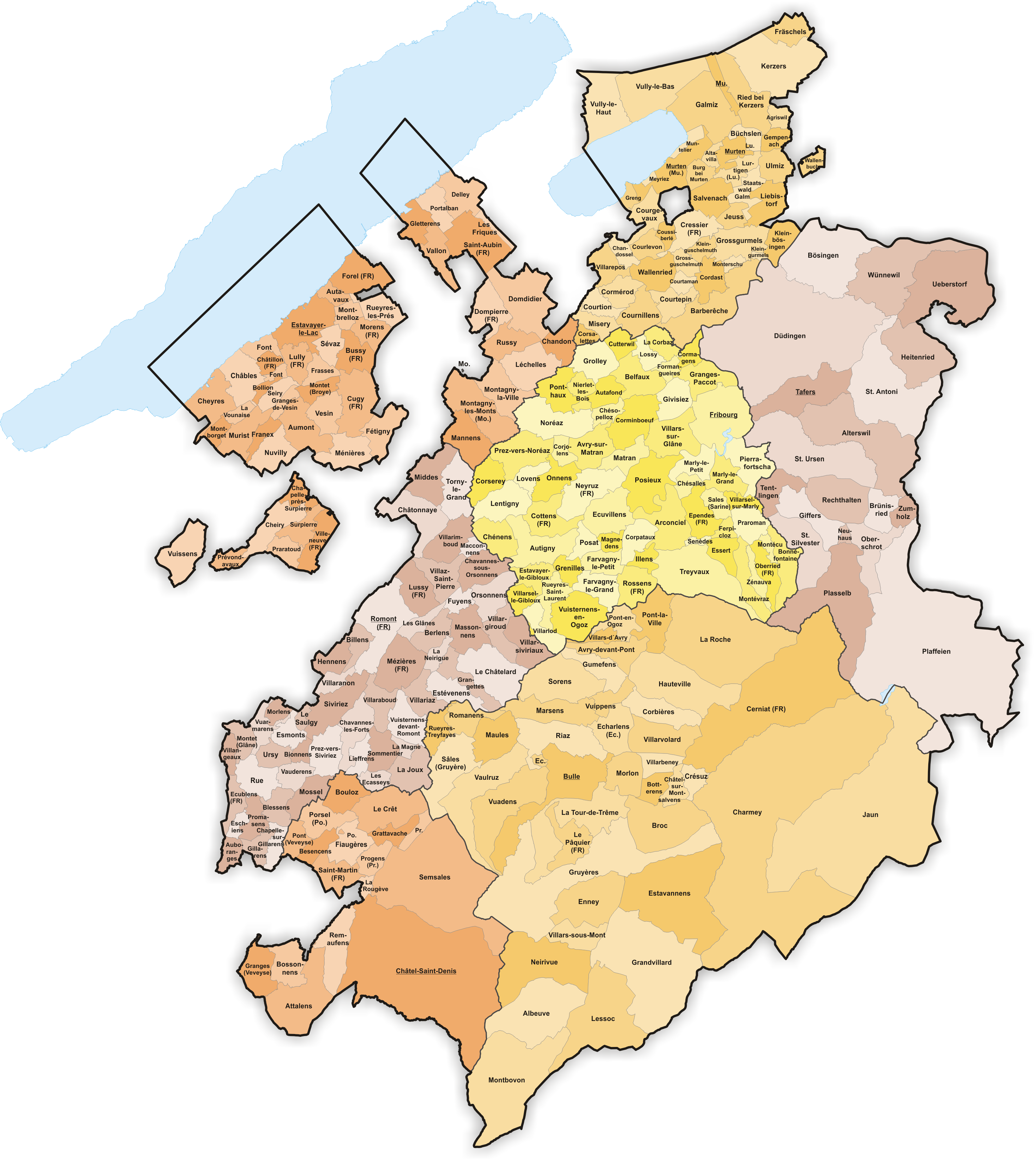
Gemeinden bis 1921
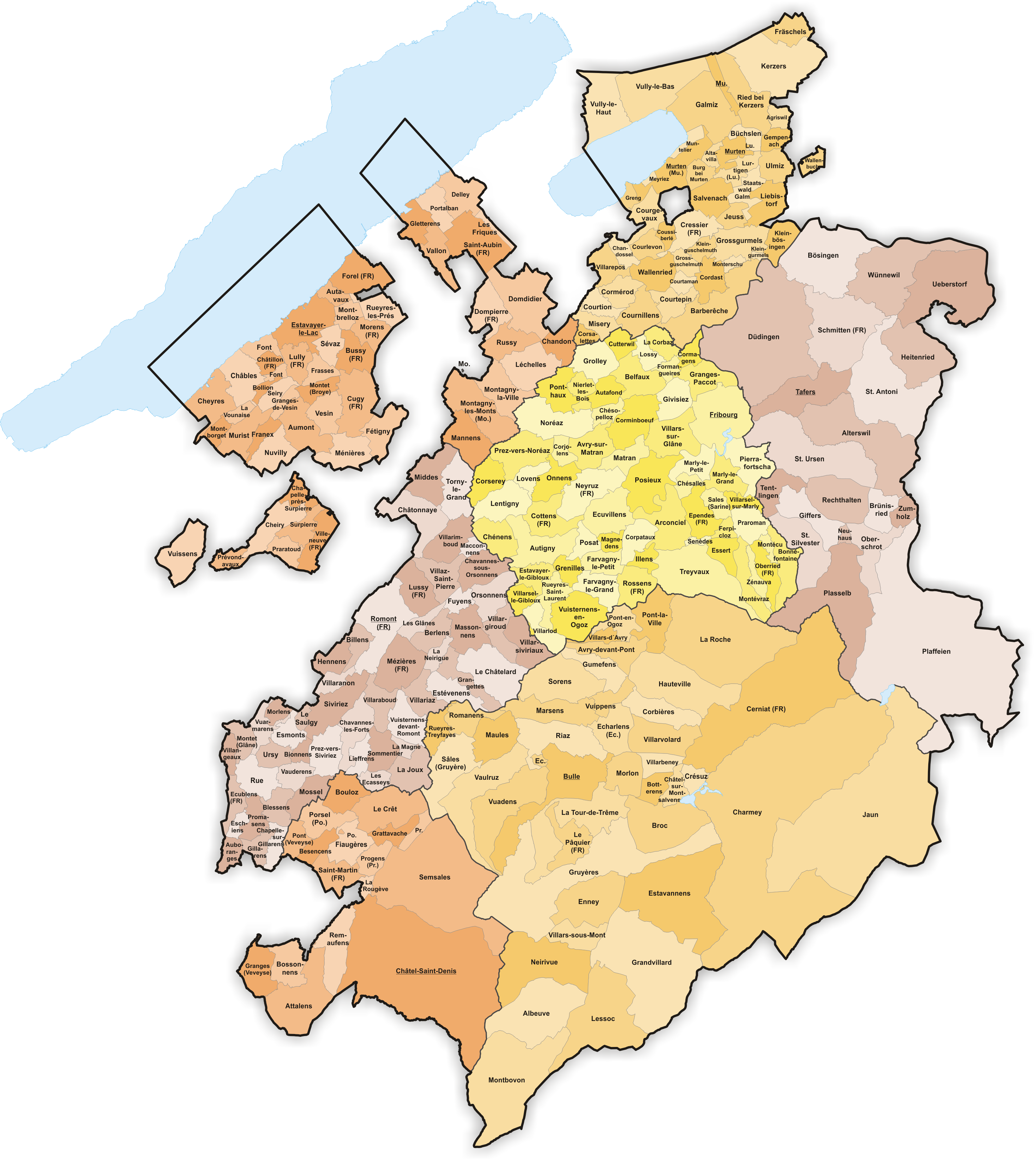
Gemeinden bis 1932
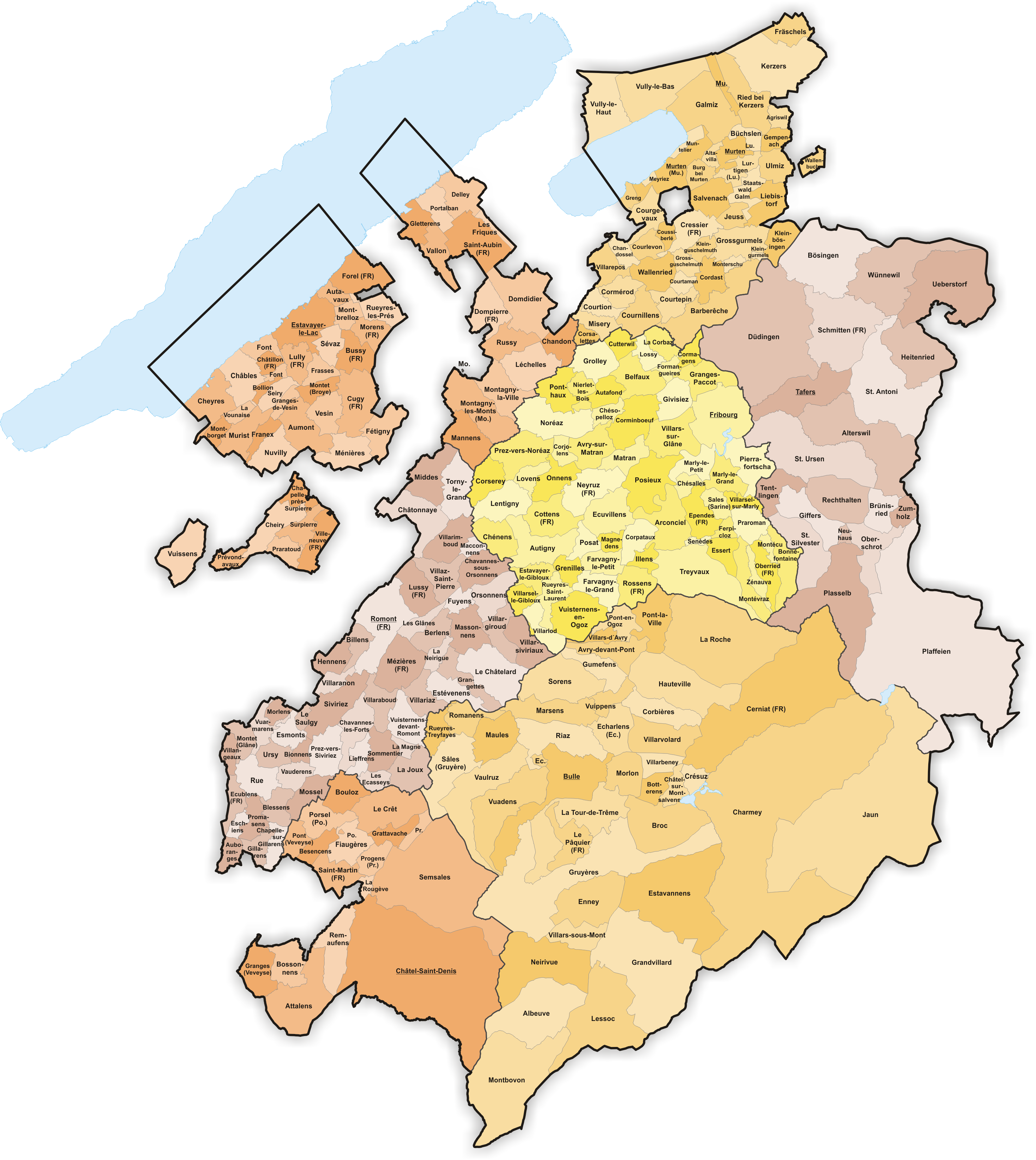
Gemeinden bis 1952
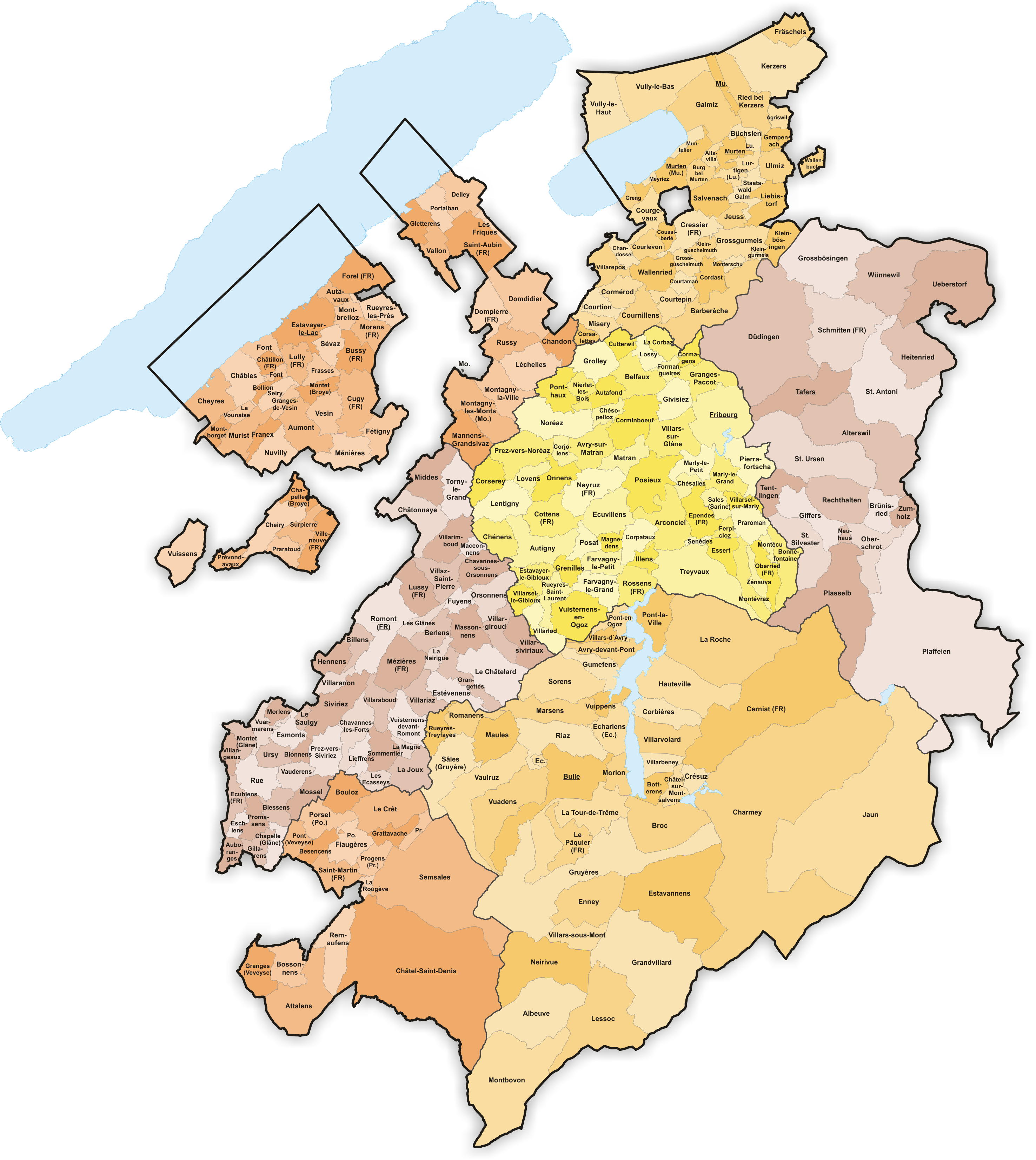
Gemeinden bis 1961
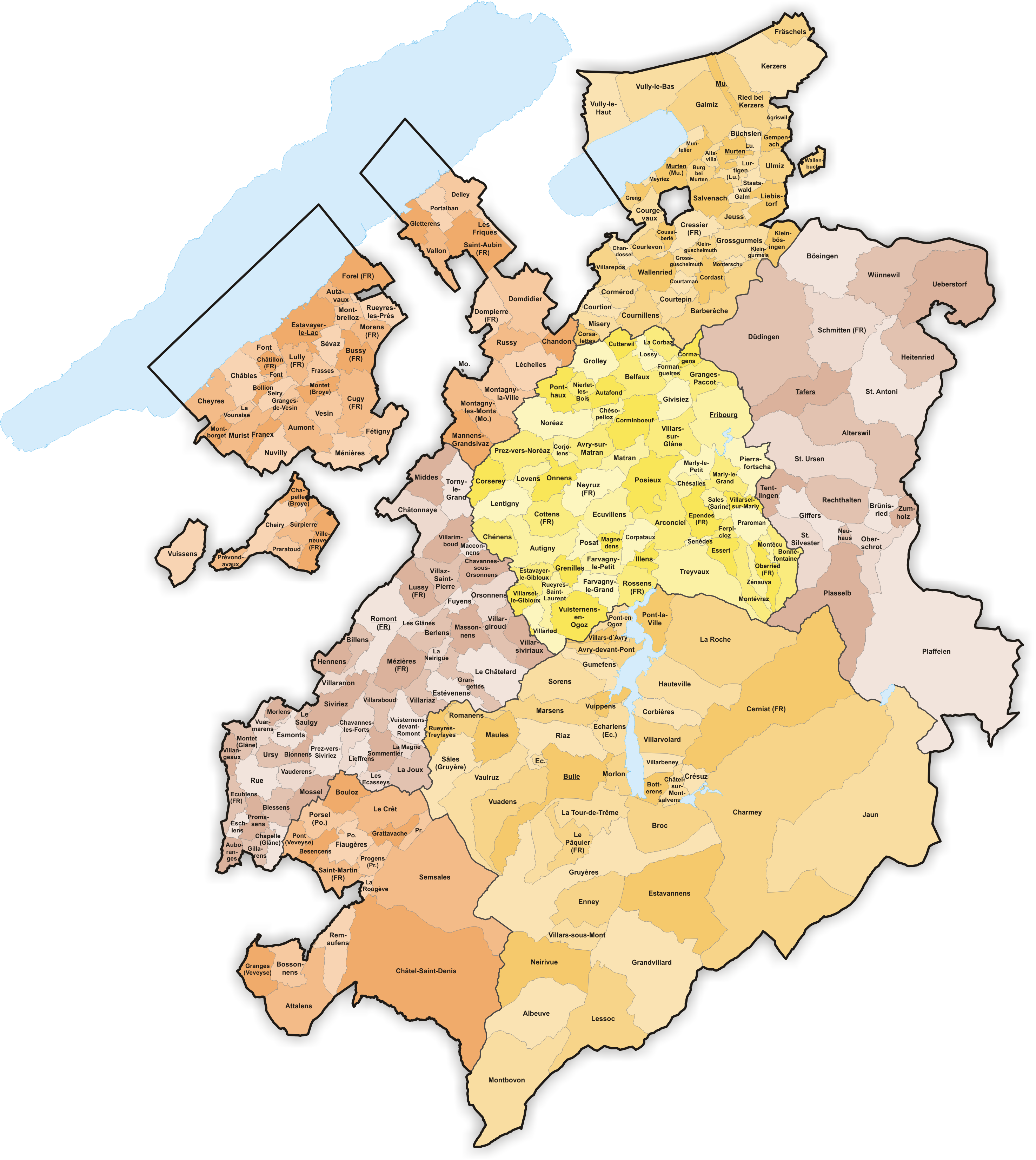
Gemeinden bis 1967
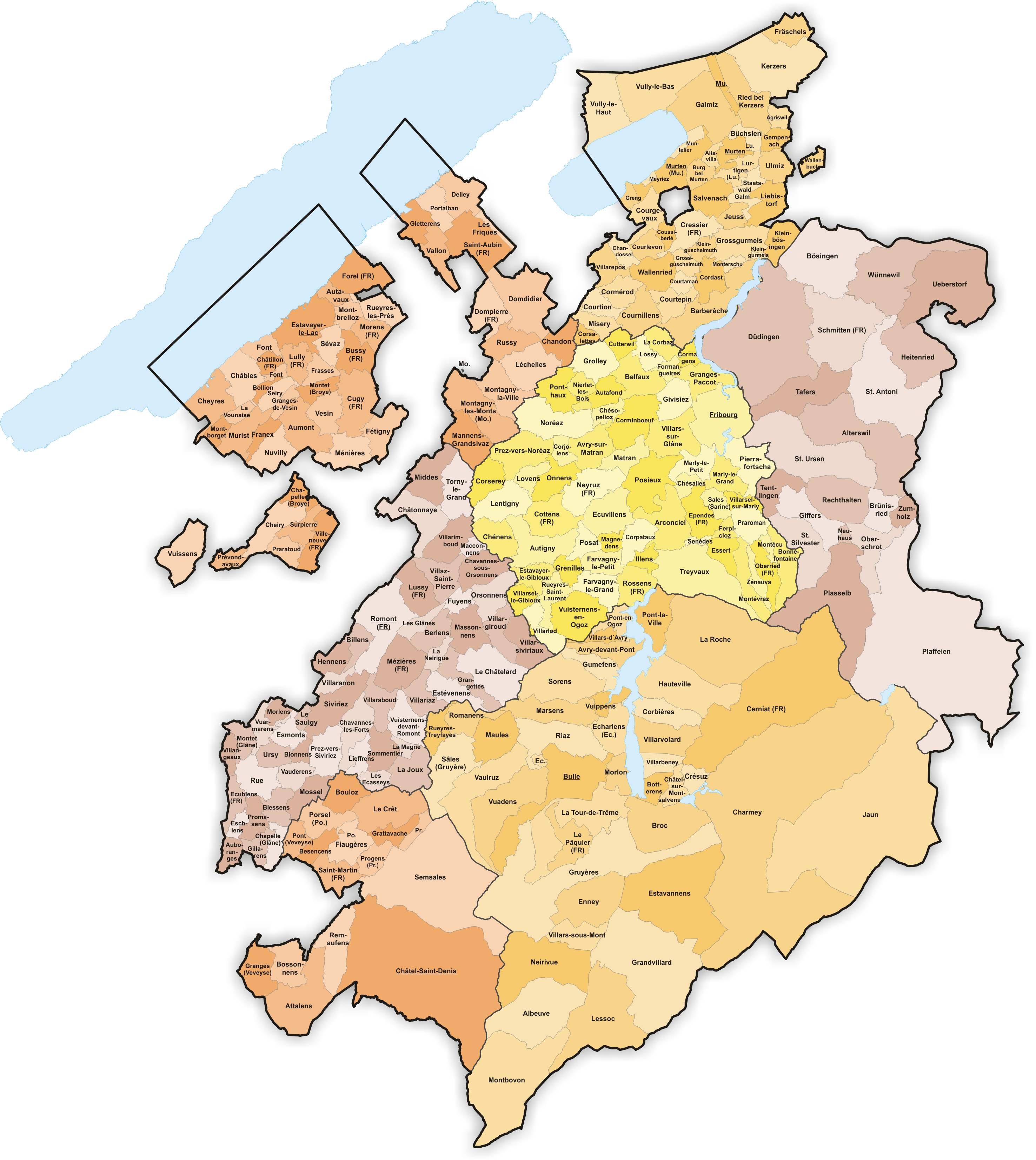
Gemeinden bis 03.1969
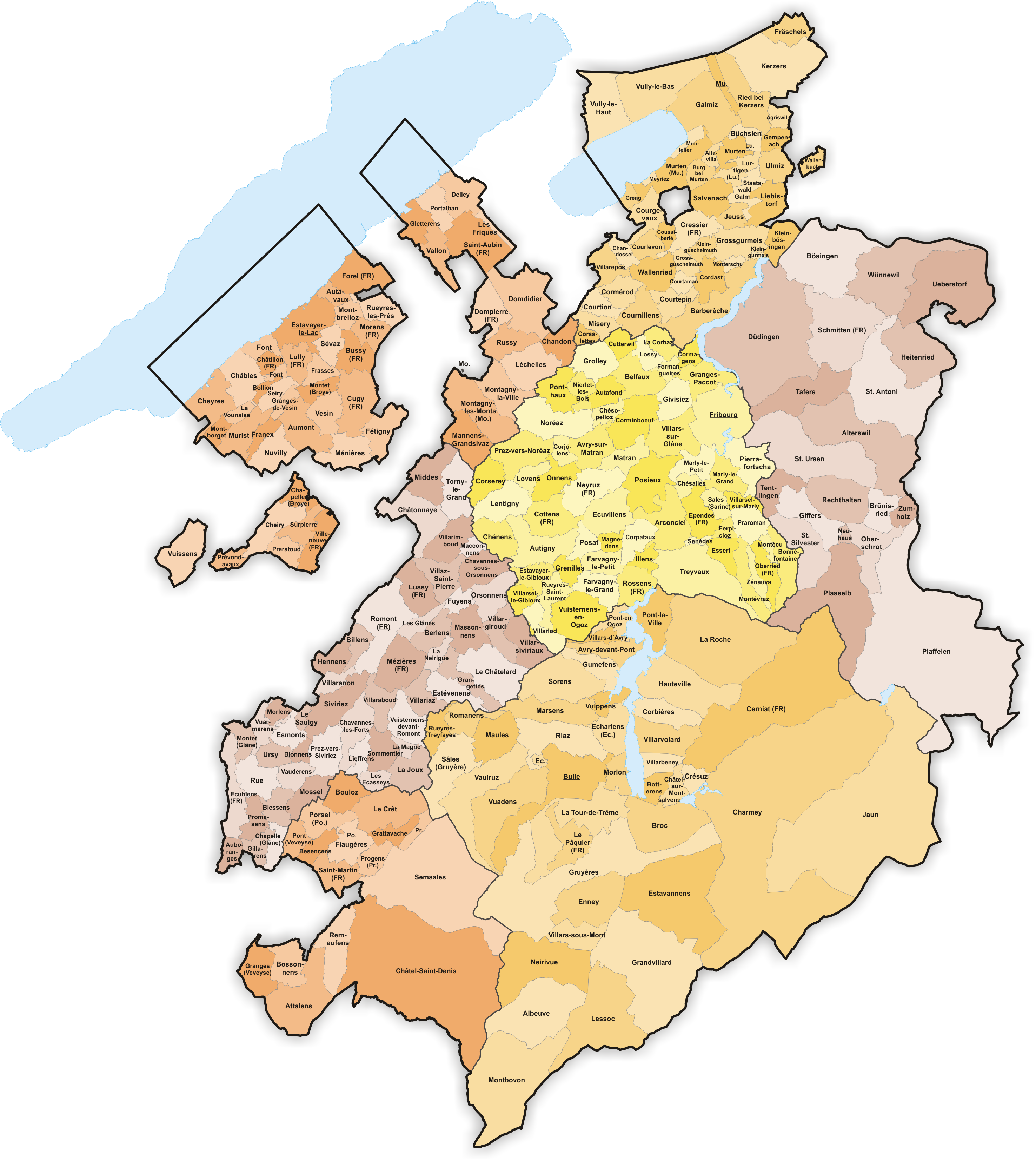
Gemeinden bis 01.1970
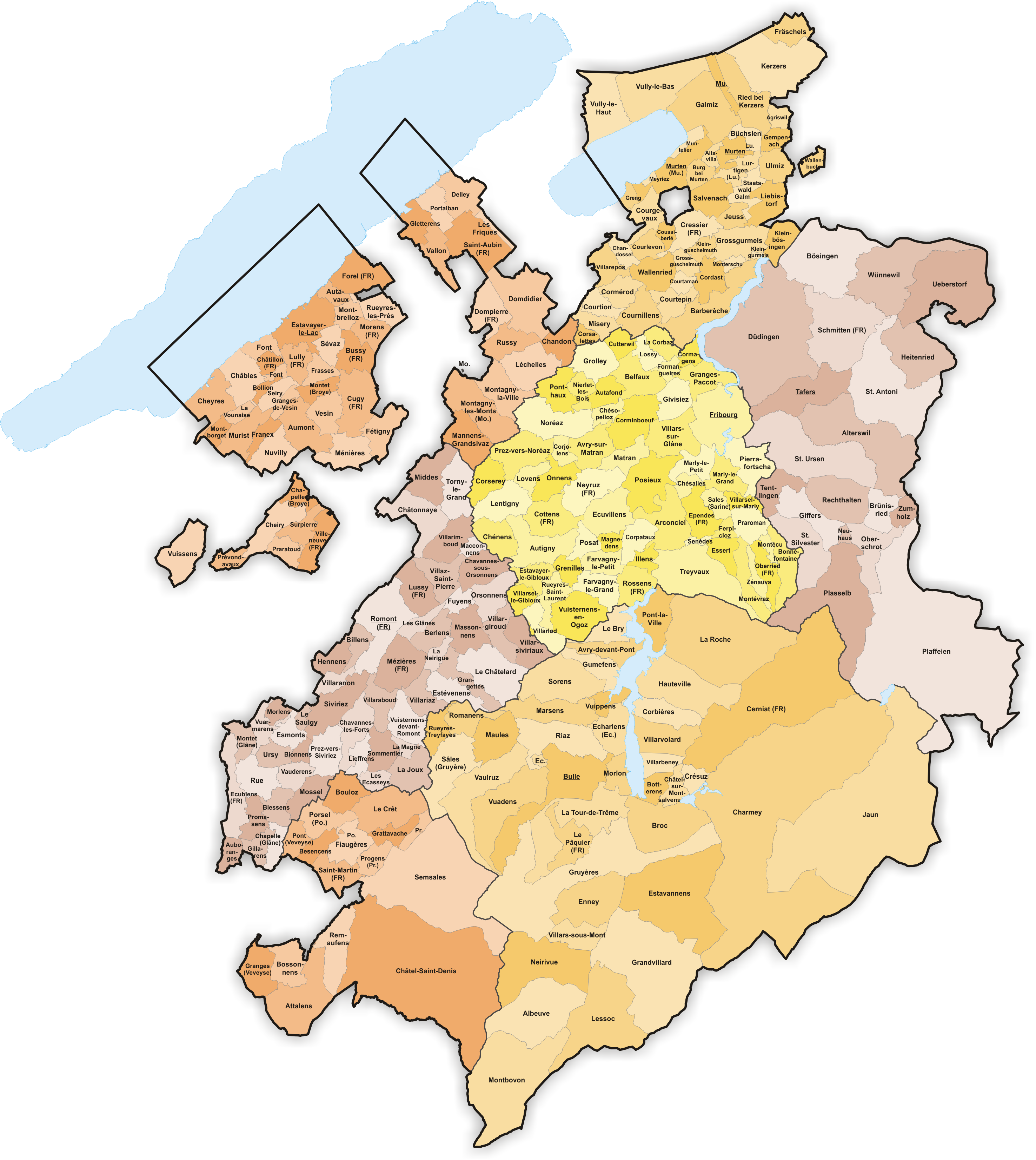
Gemeinden bis 03.1970
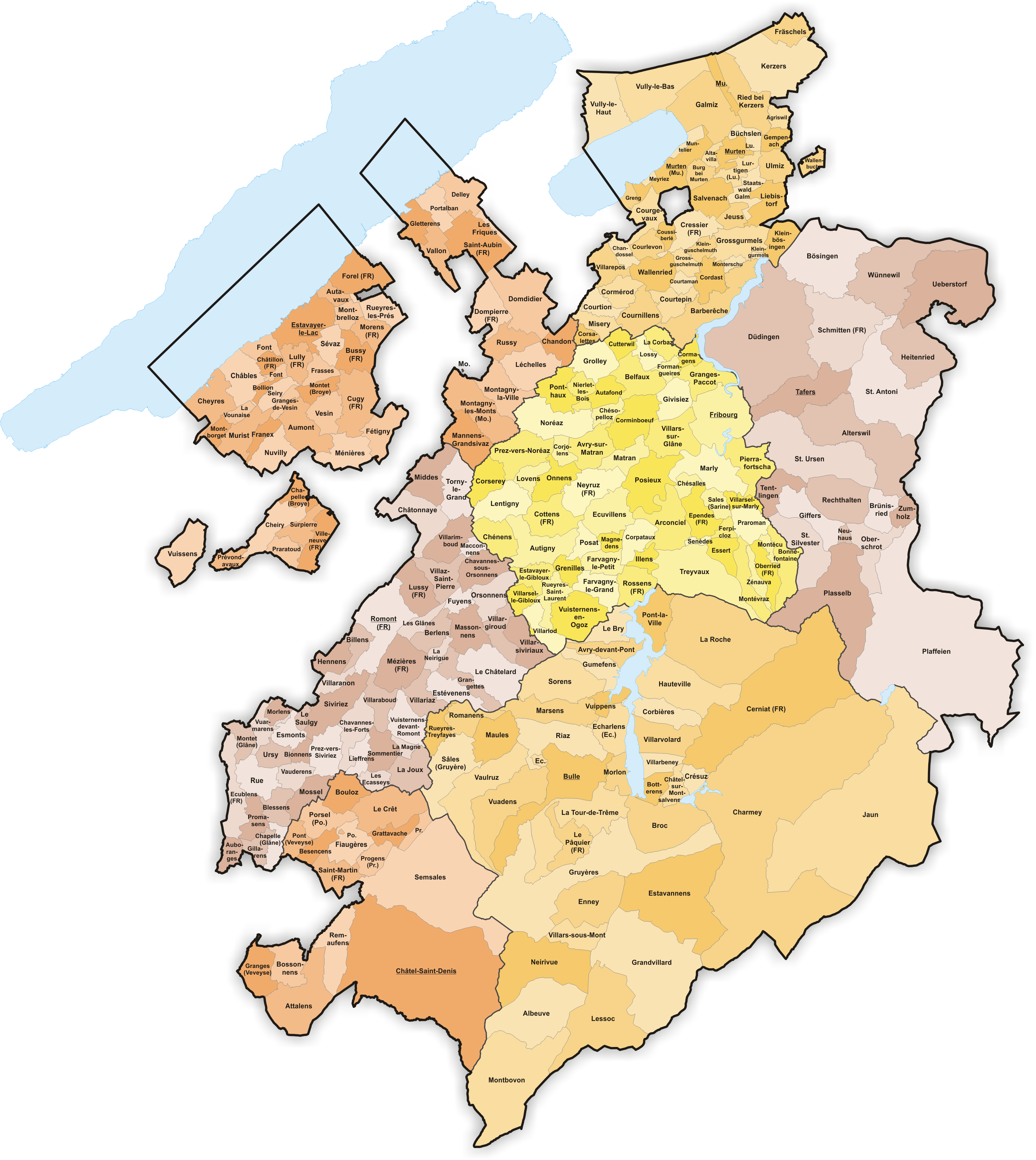
Gemeinden bis 12.1970
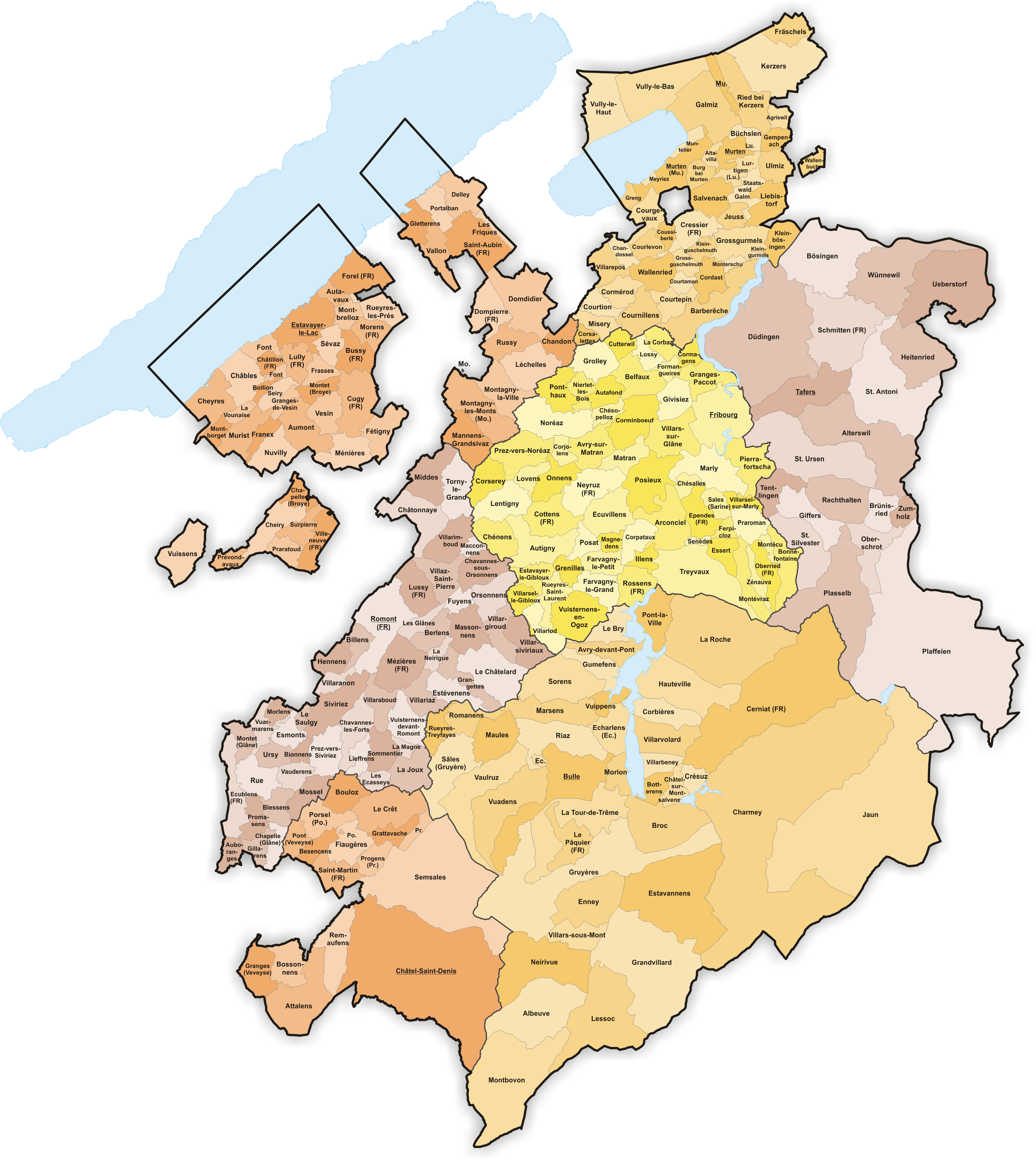
Gemeinden bis 05.1972
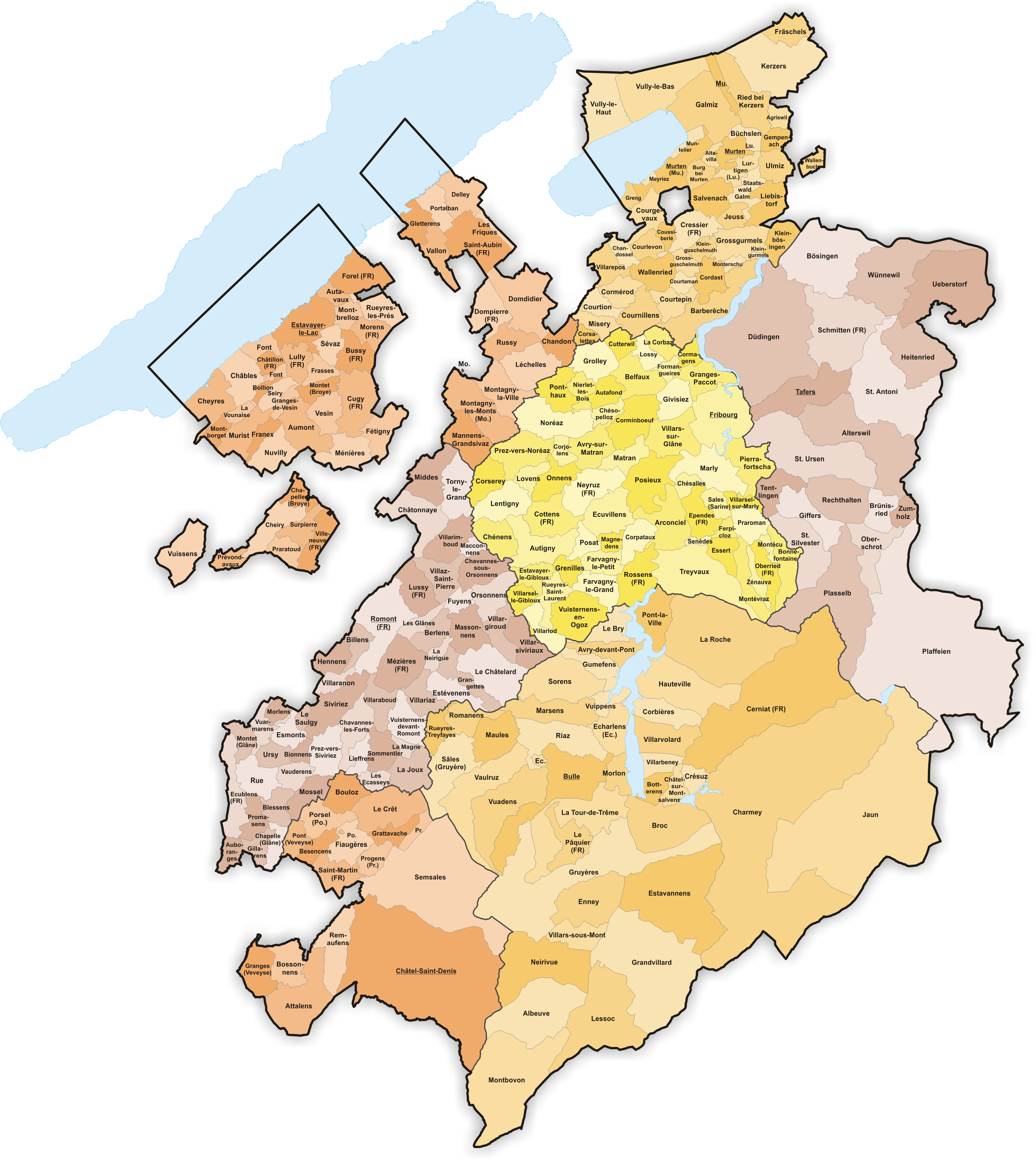
Gemeinden bis 12.1972
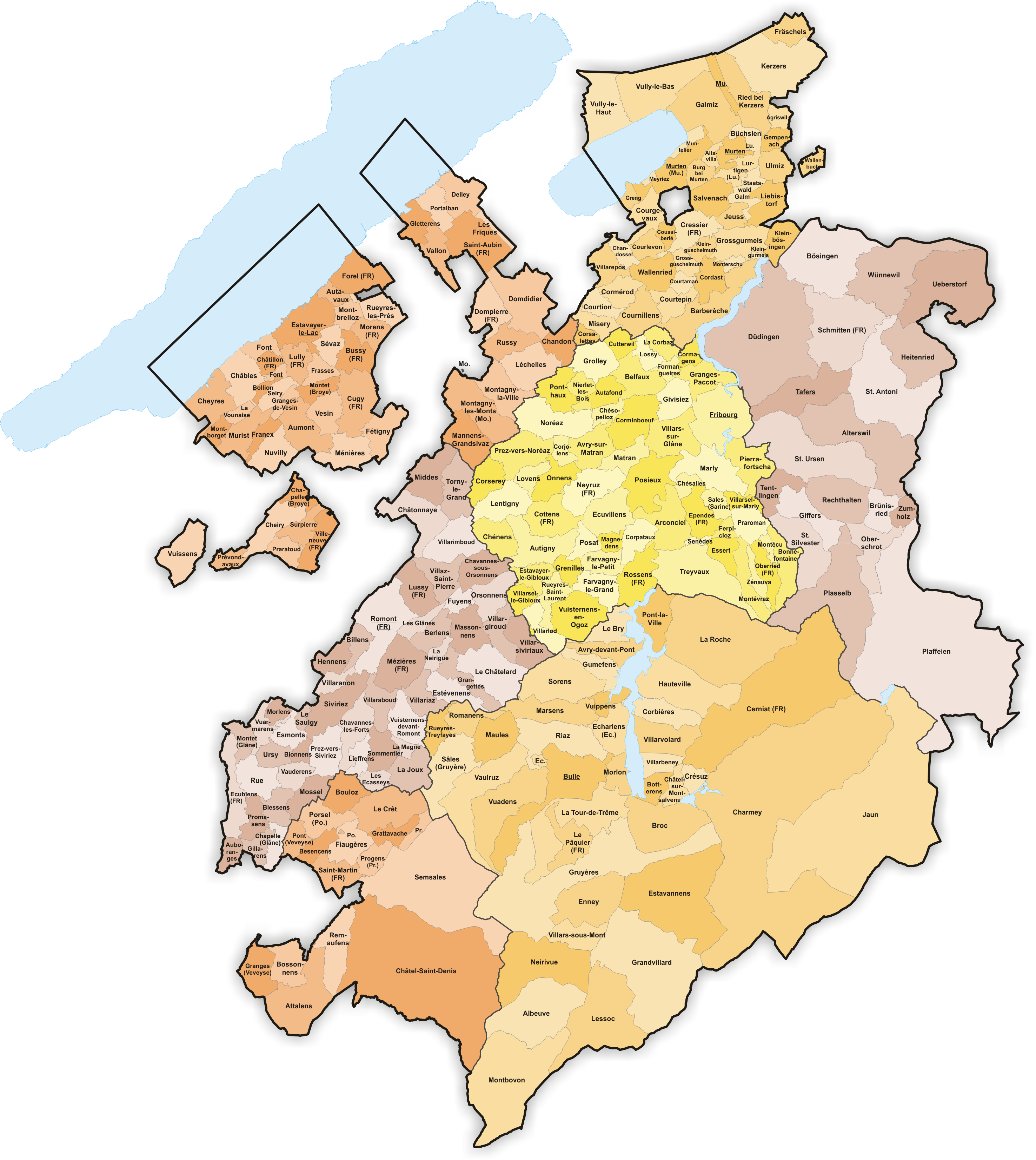
Gemeinden bis 12.1973
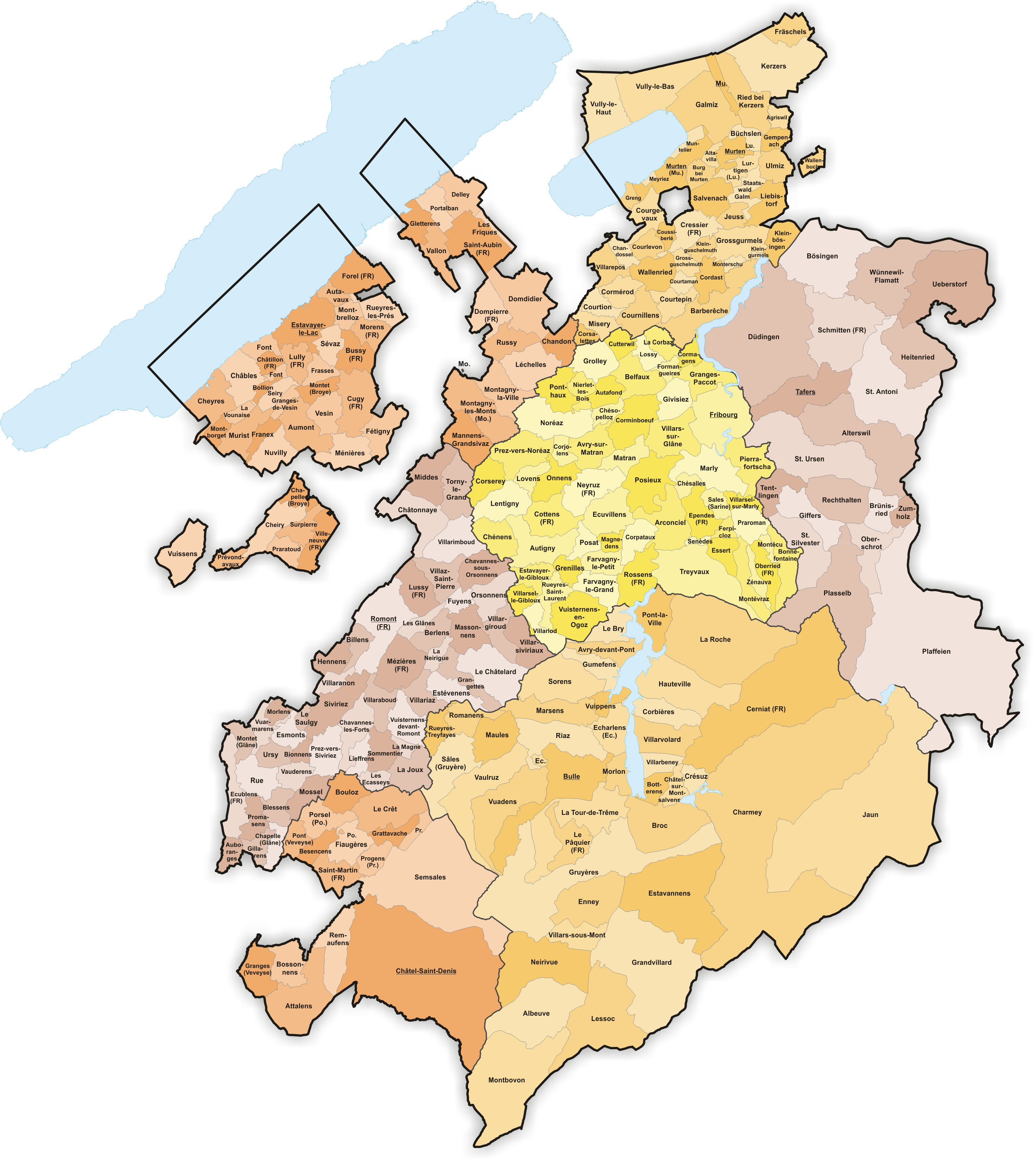
Gemeinden bis 02.1974
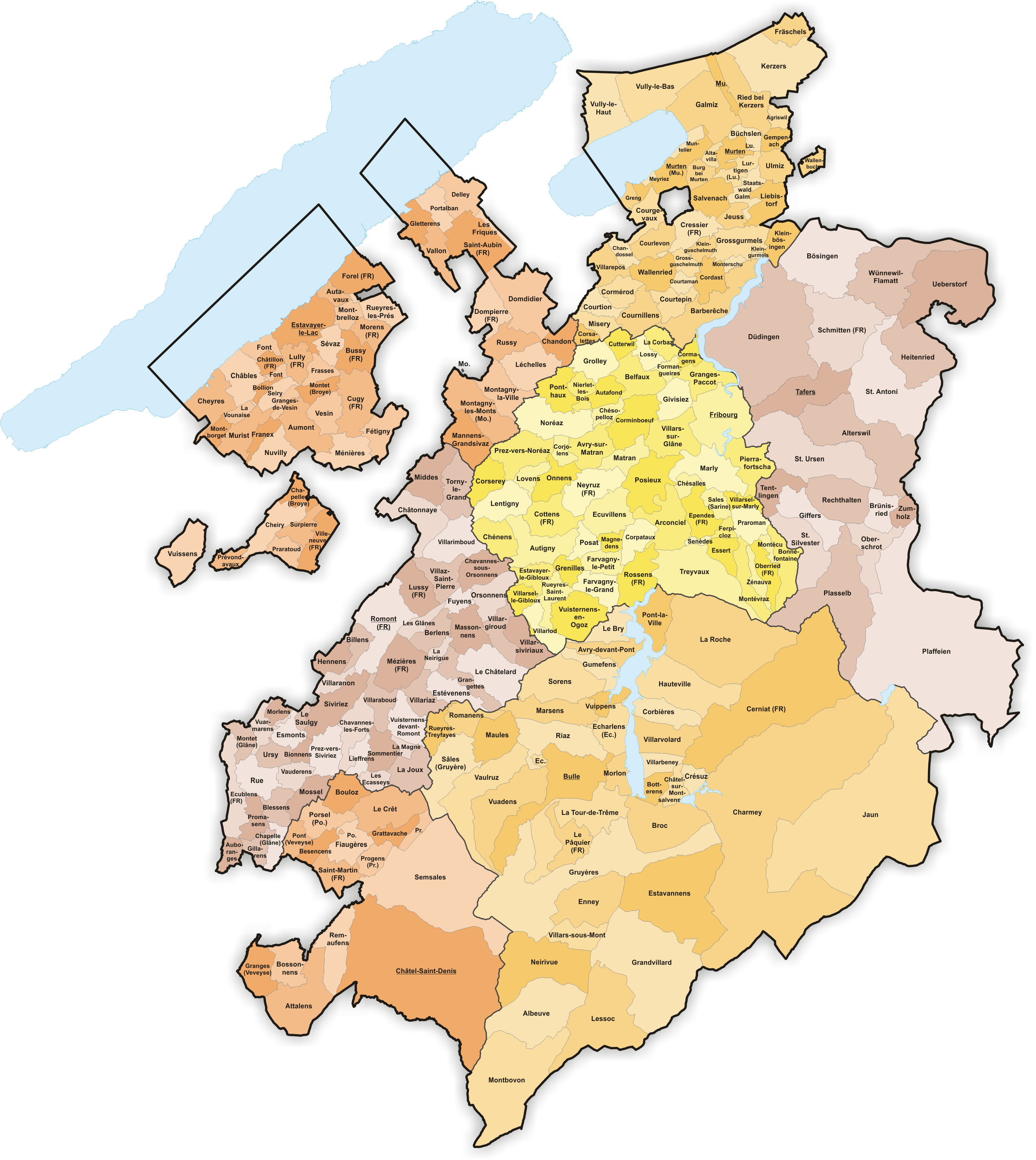
Gemeinden bis 12.1974
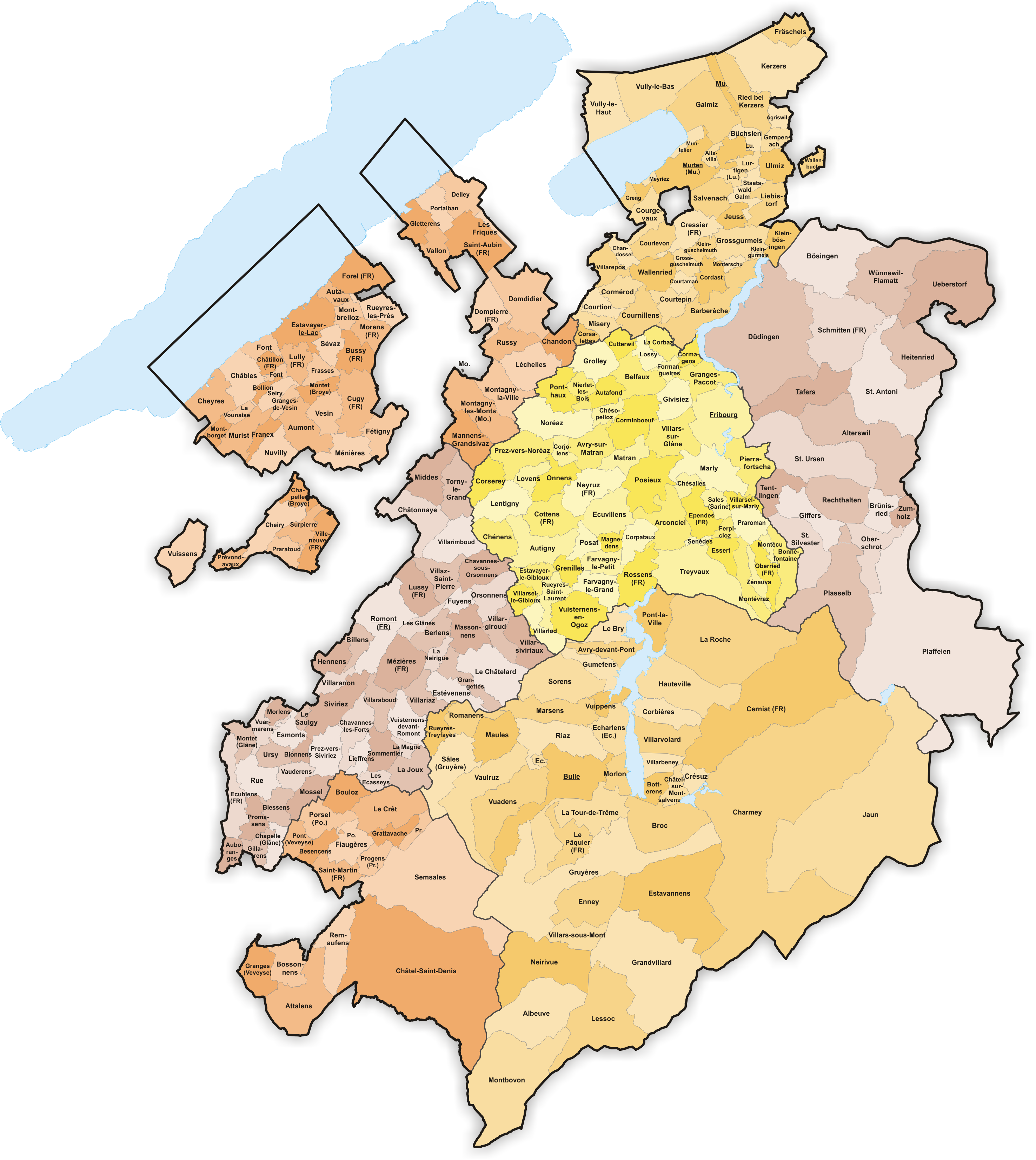
Gemeinden bis 1975
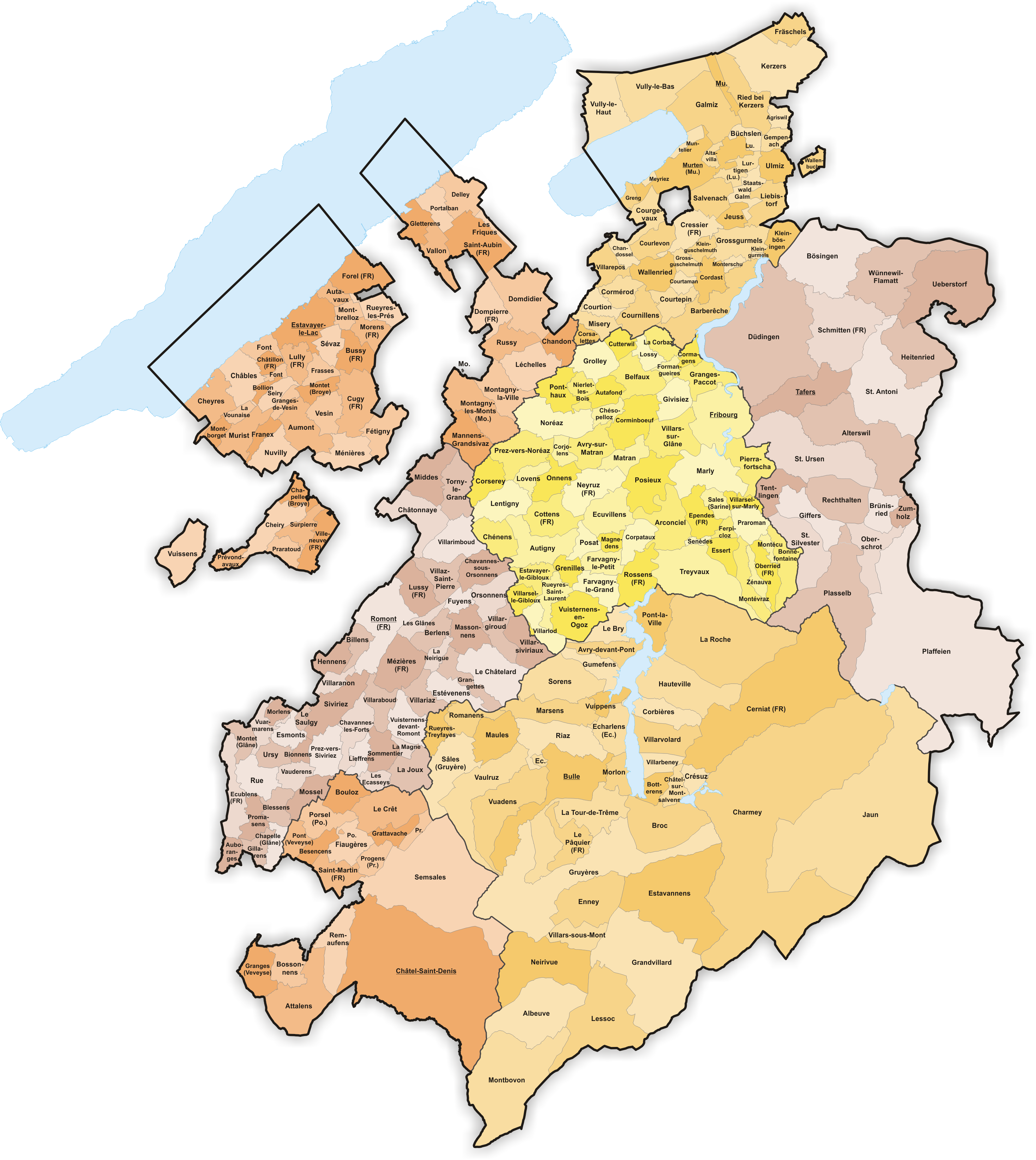
Gemeinden bis 1976
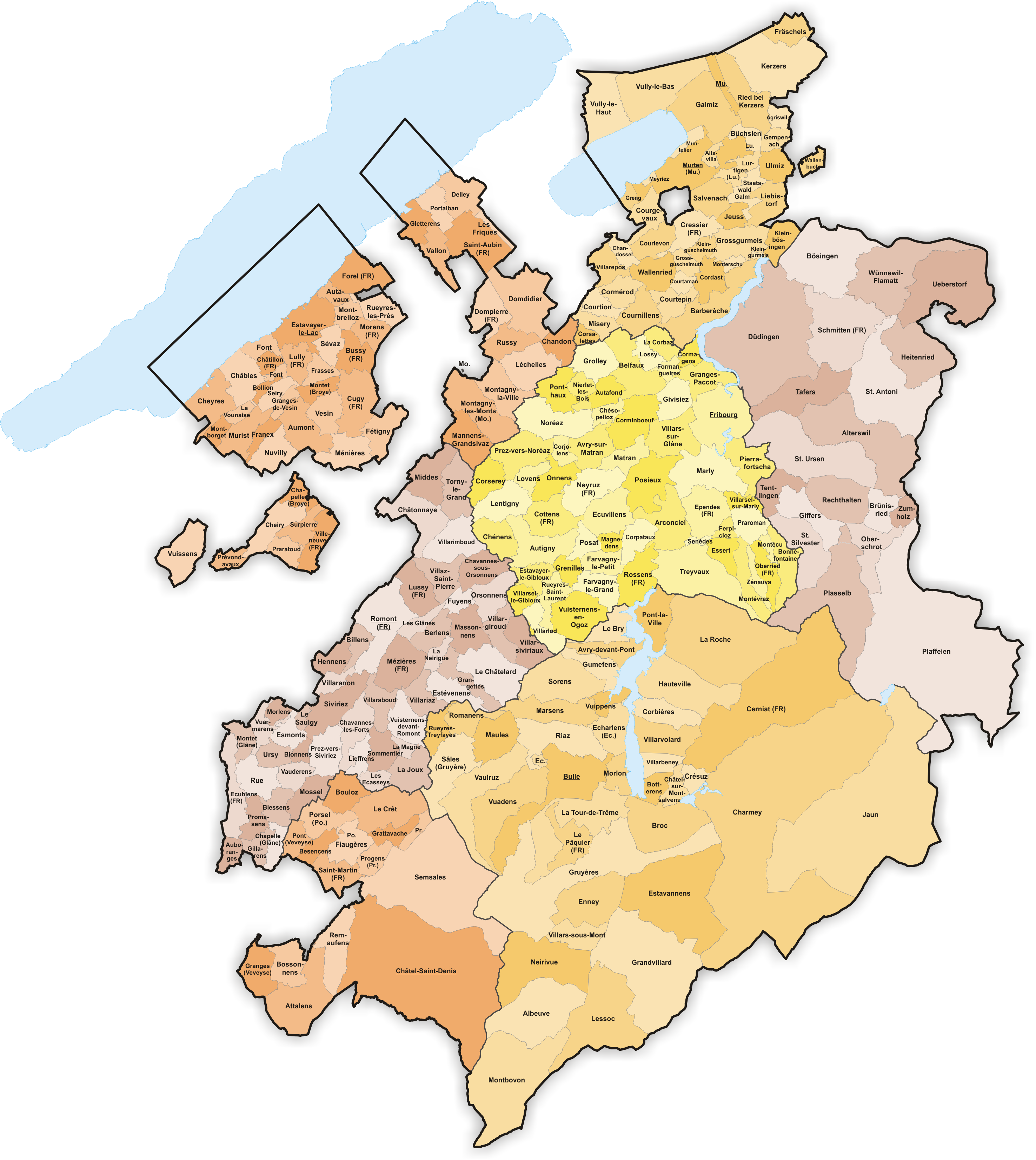
Gemeinden bis 05.1977
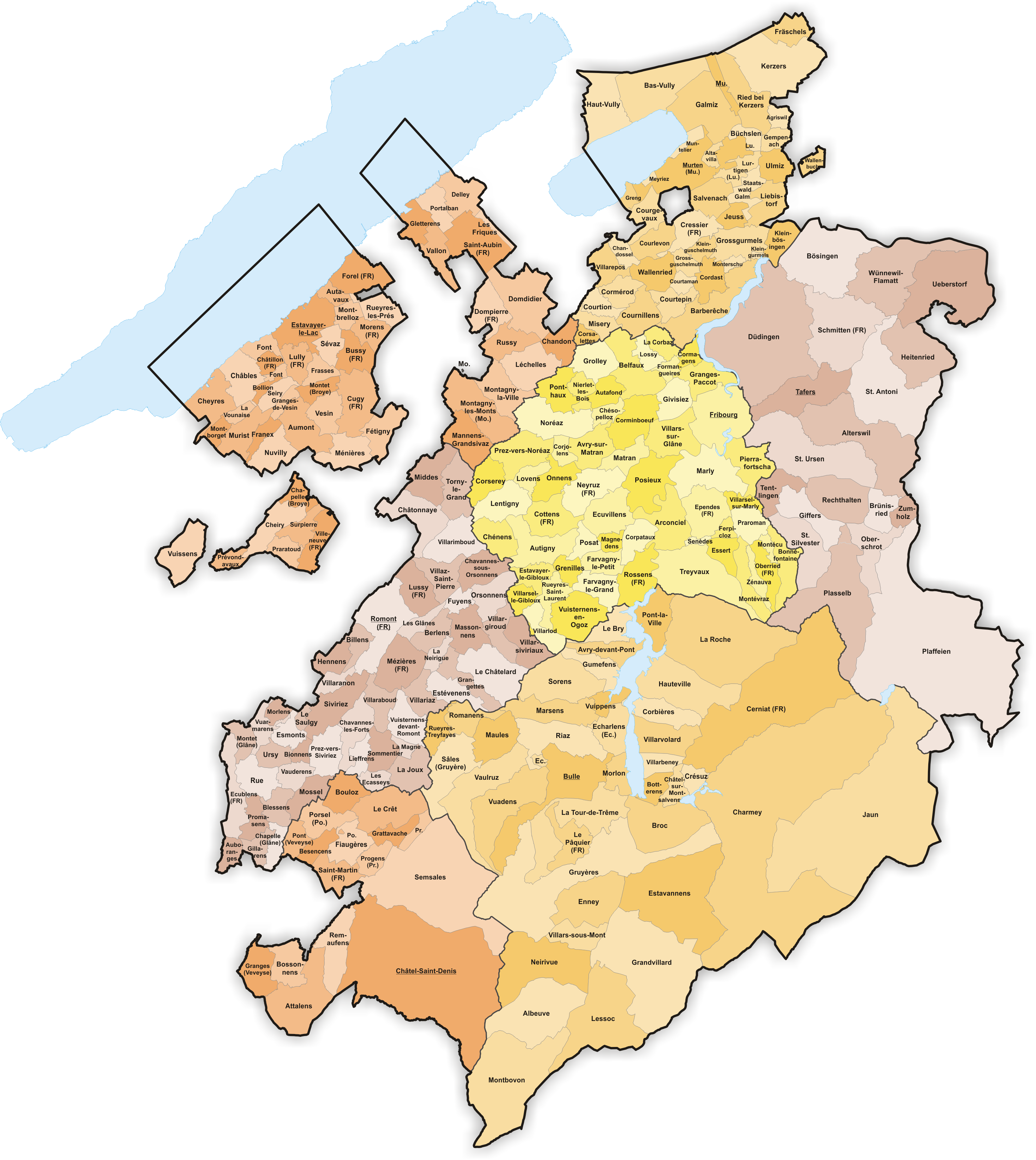
Gemeinden bis 12.1977
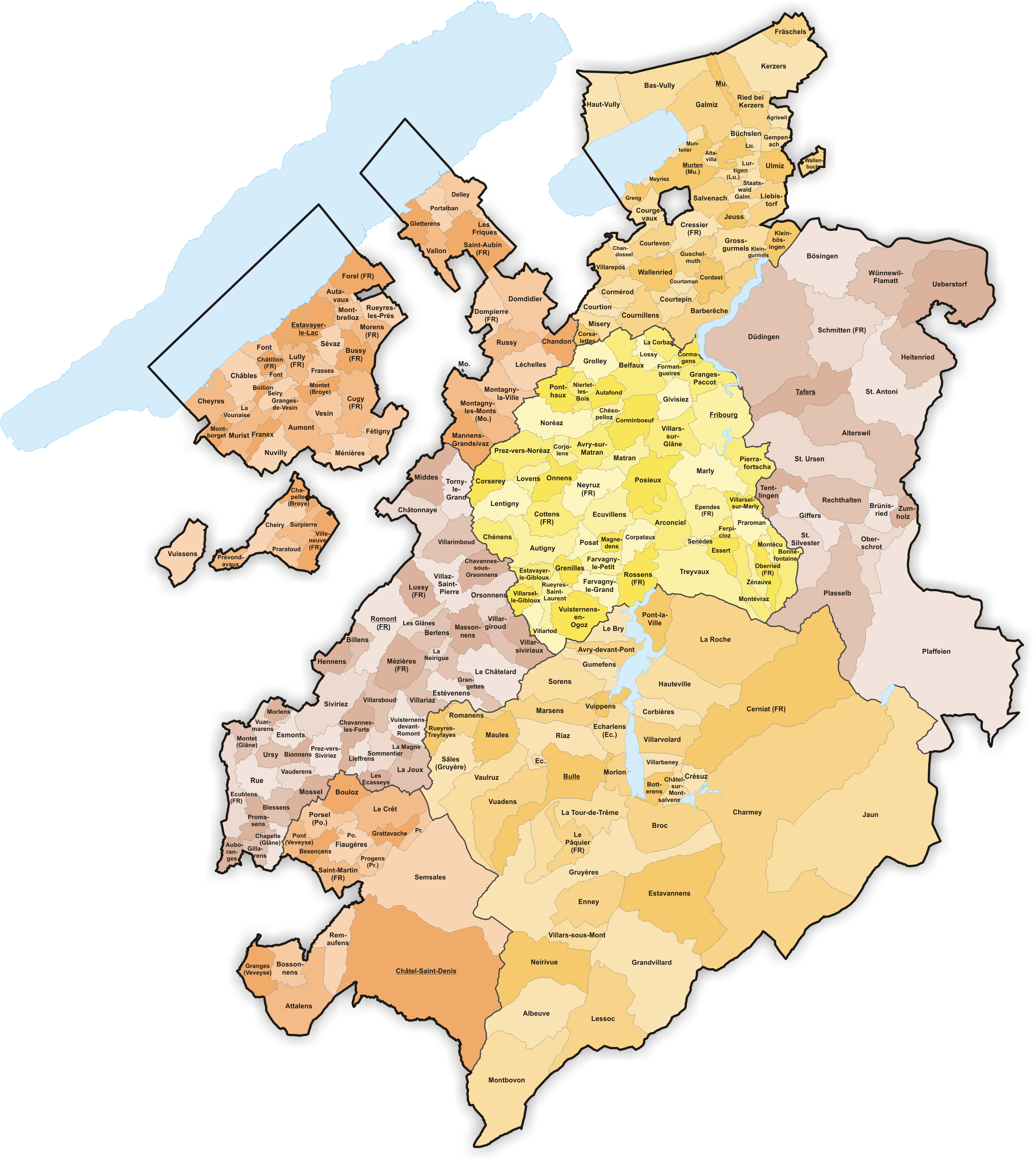
Gemeinden bis 1980
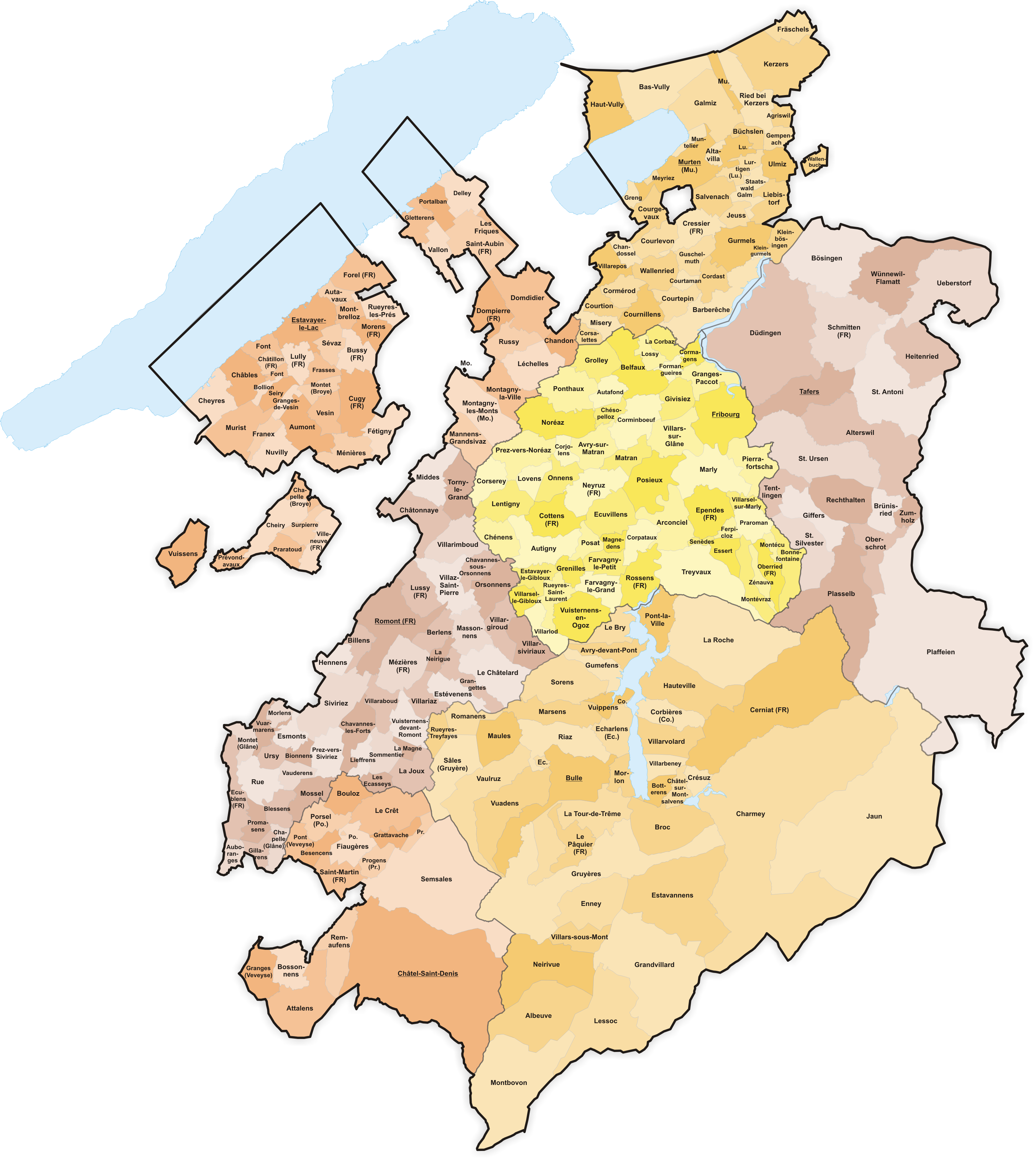
Gemeinden bis 1981
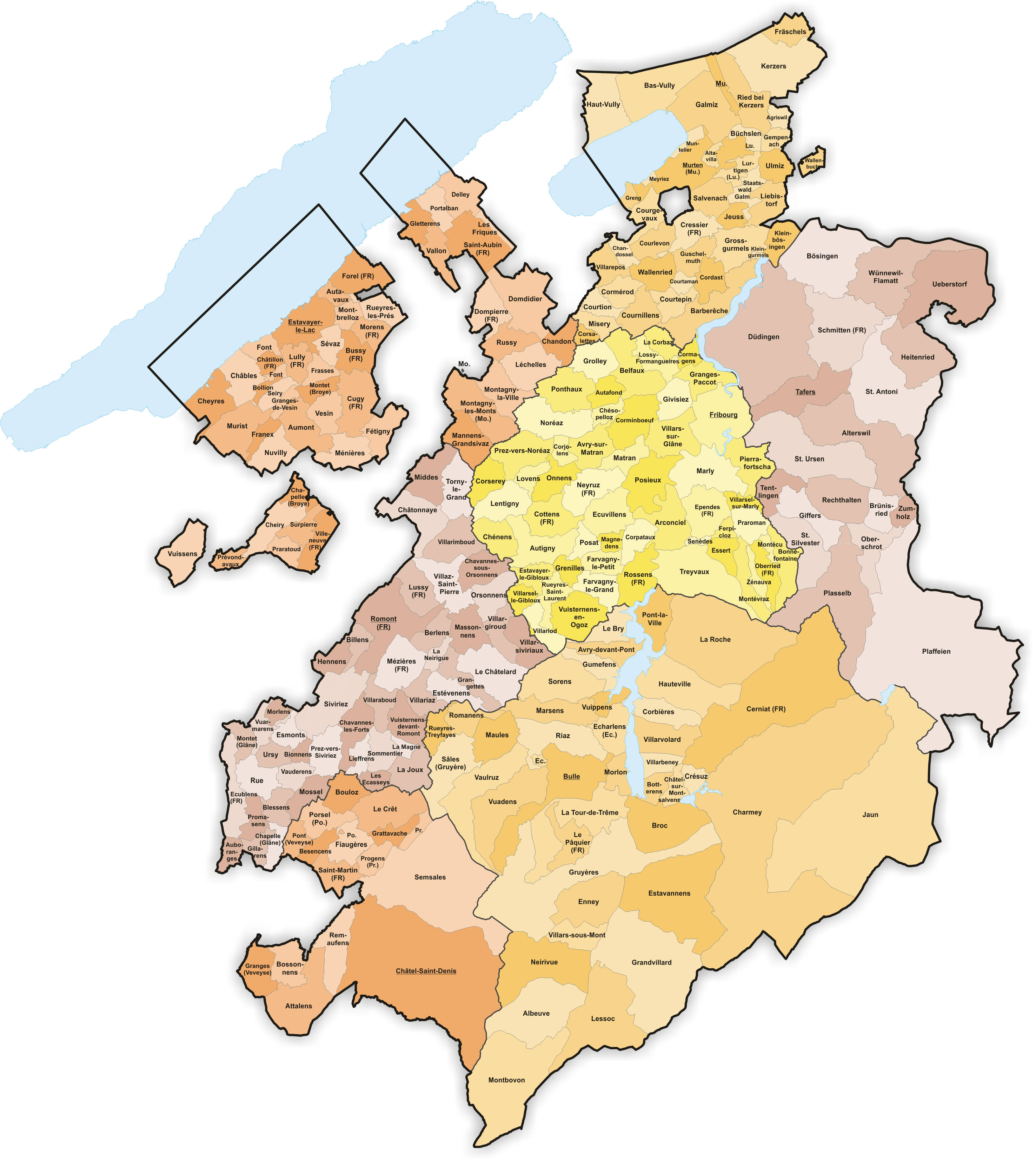
Gemeinden bis 1982
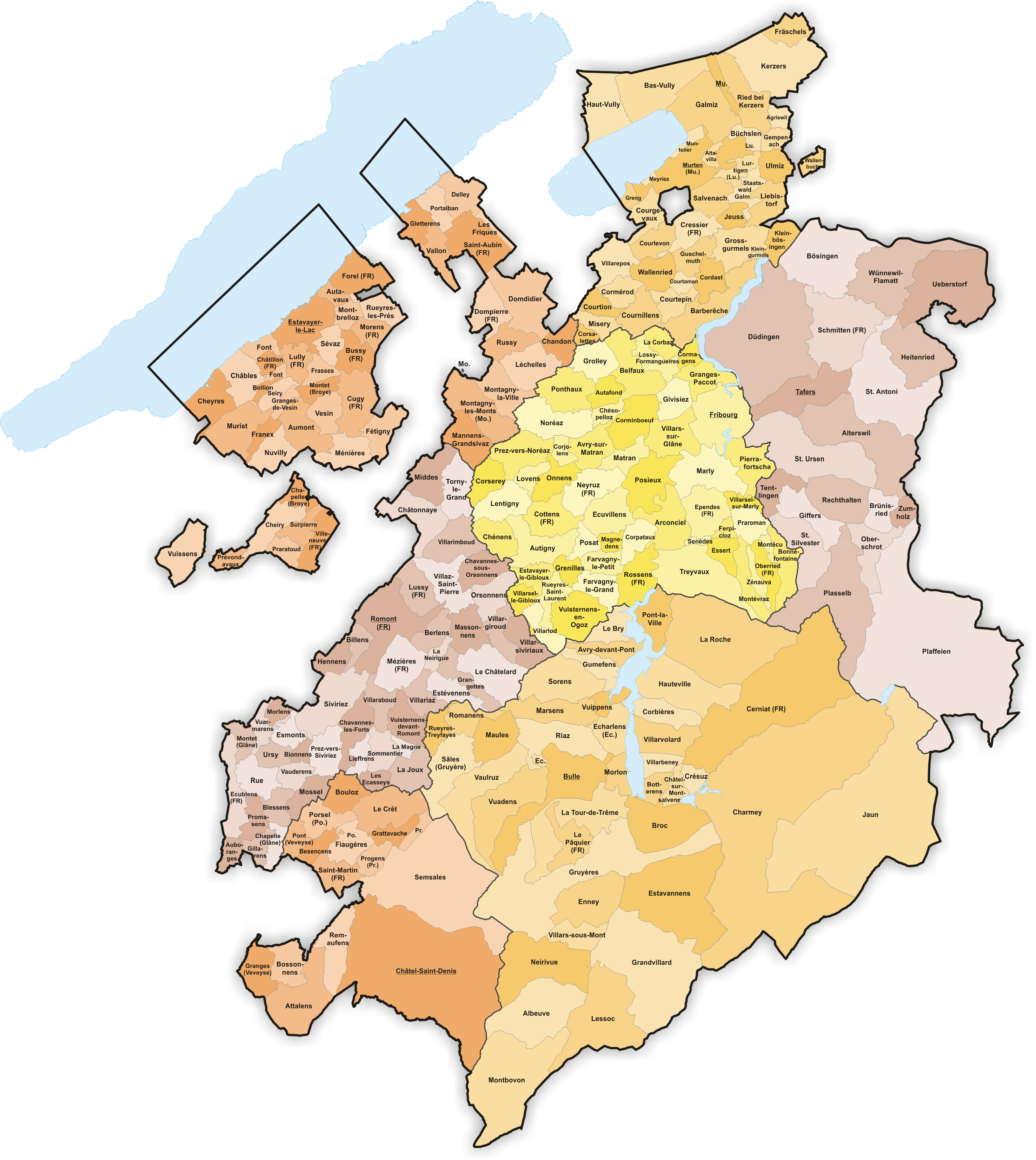
Gemeinden bis 1988
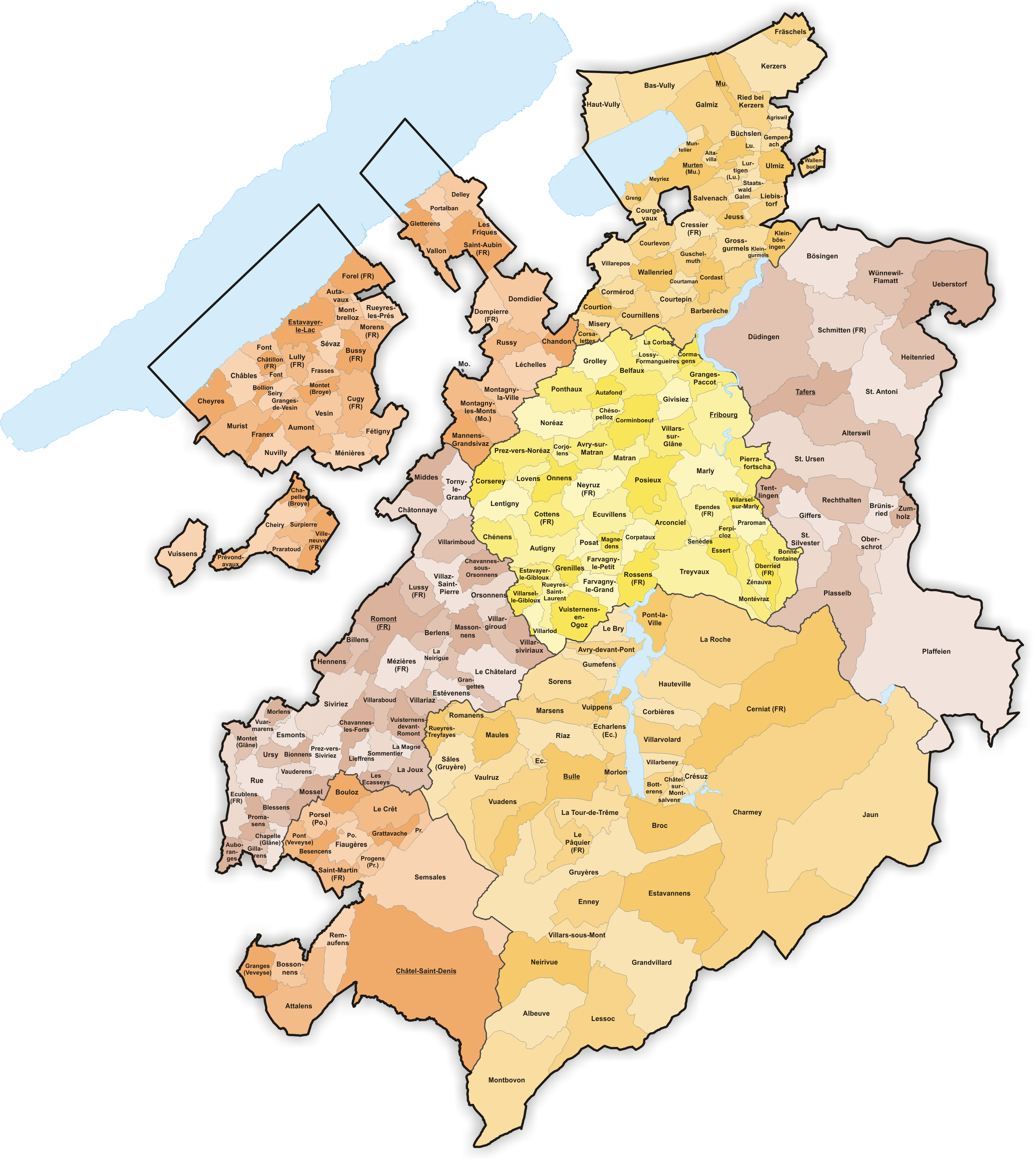
Gemeinden bis 1990
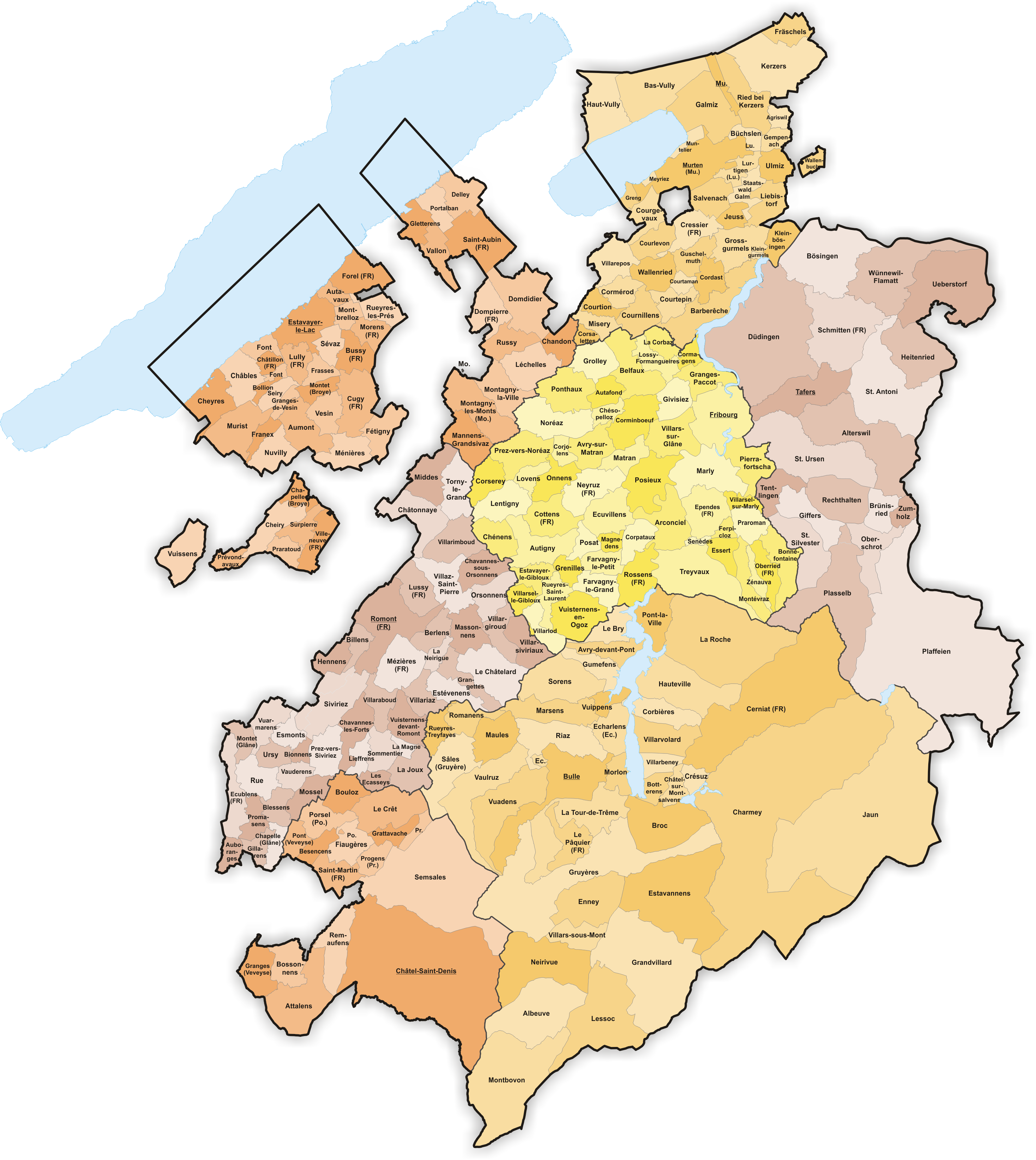
Gemeinden bis 1991
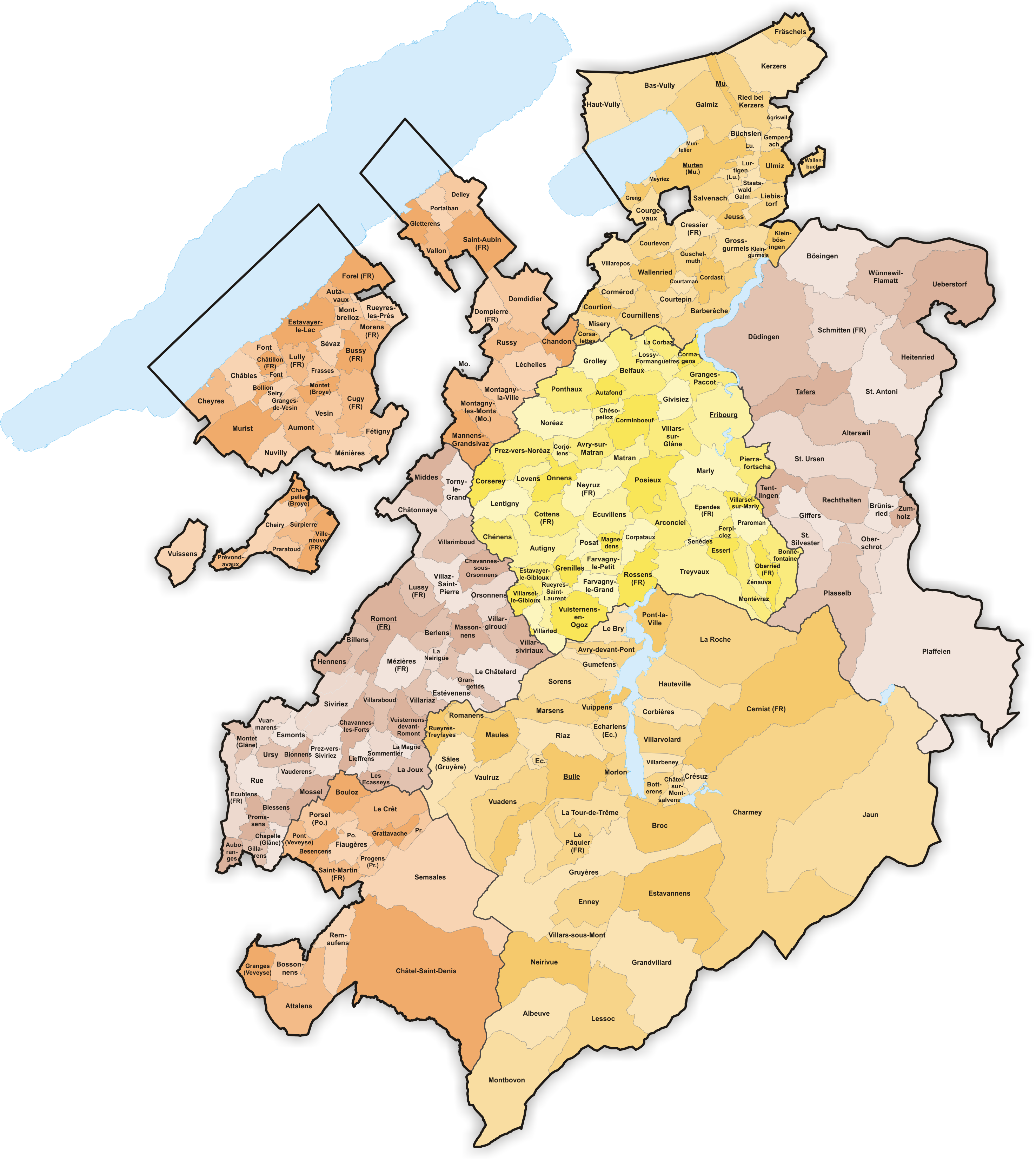
Gemeinden bis 1992
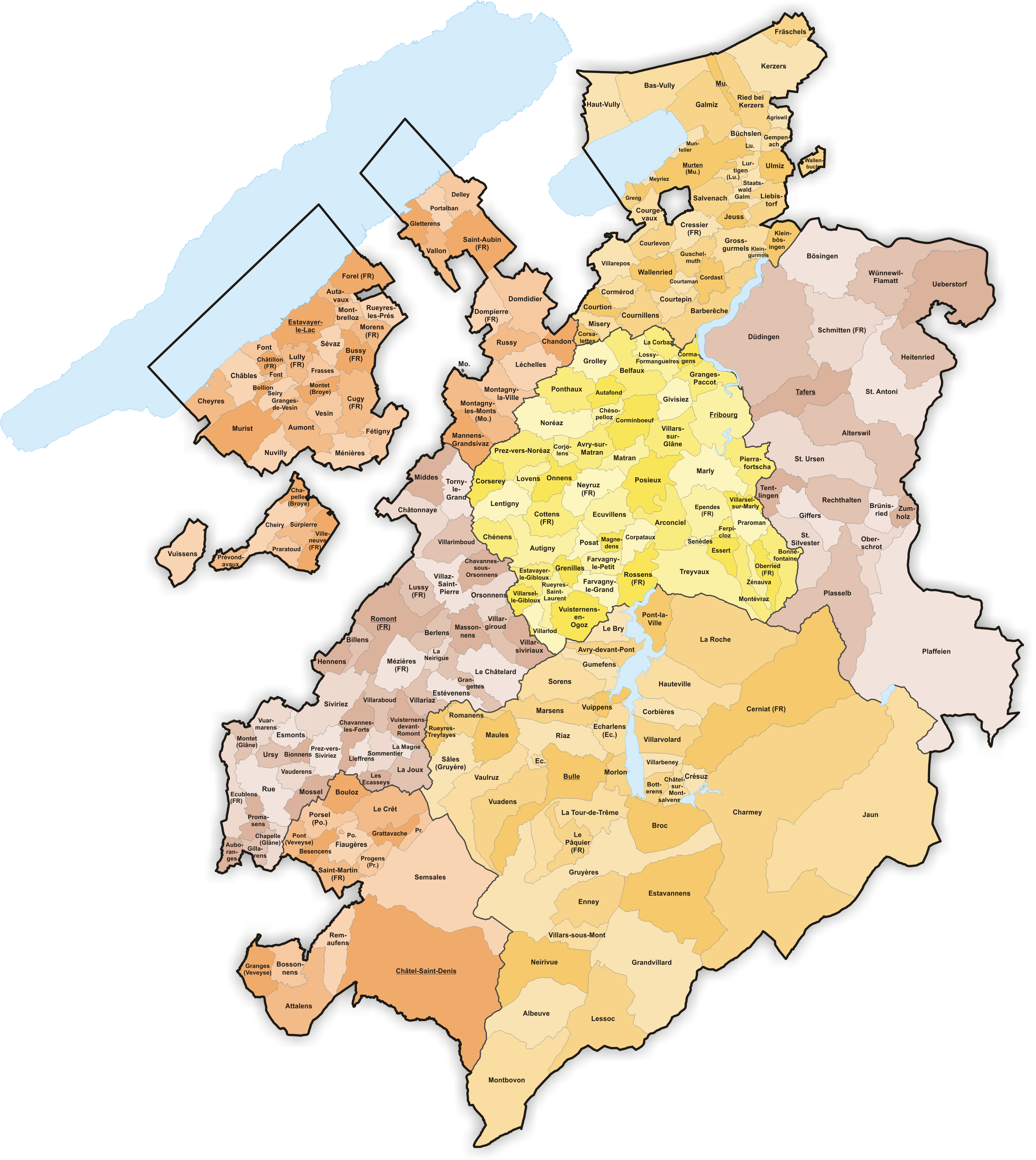
Gemeinden bis 1993
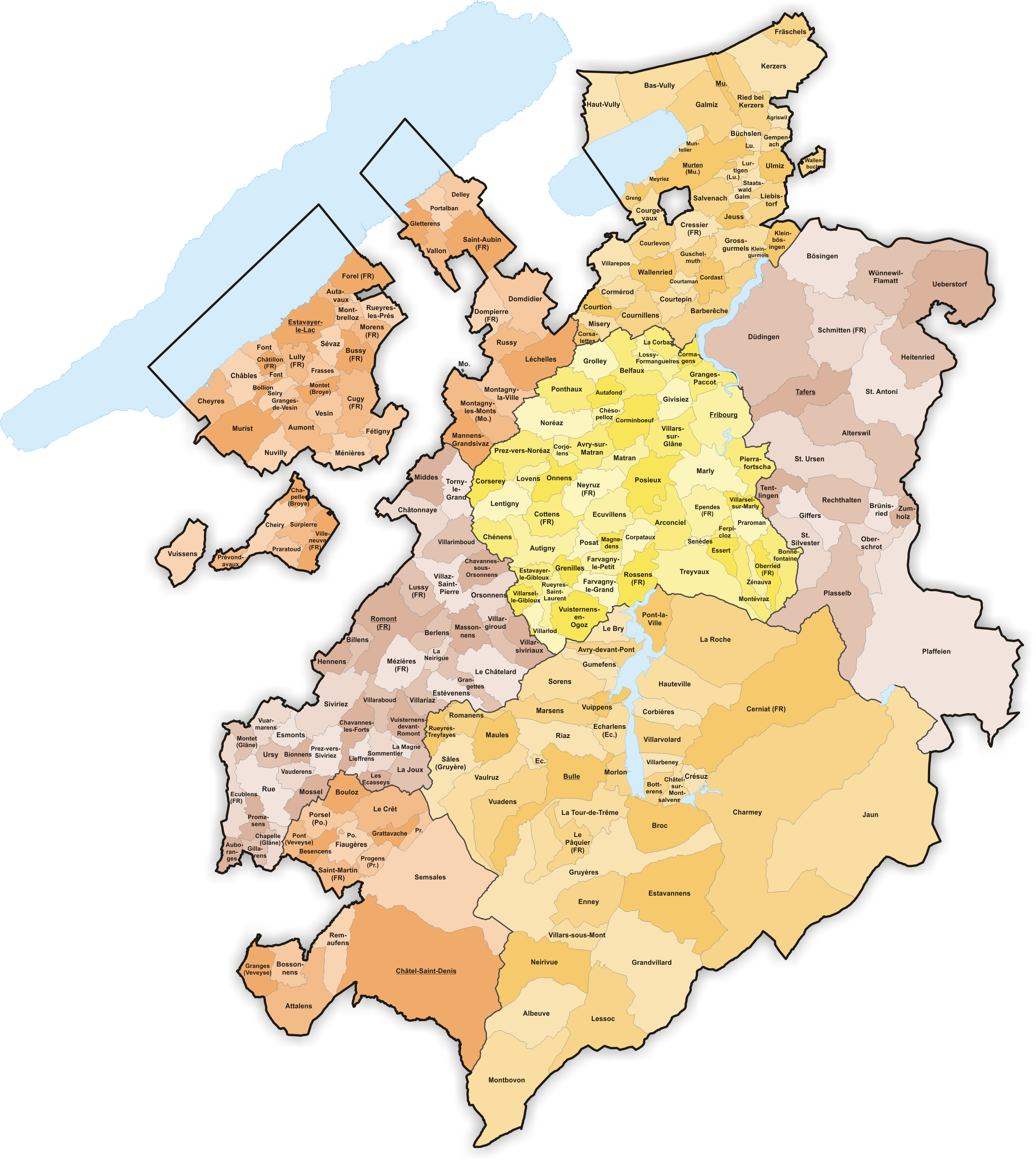
Gemeinden bis 1995
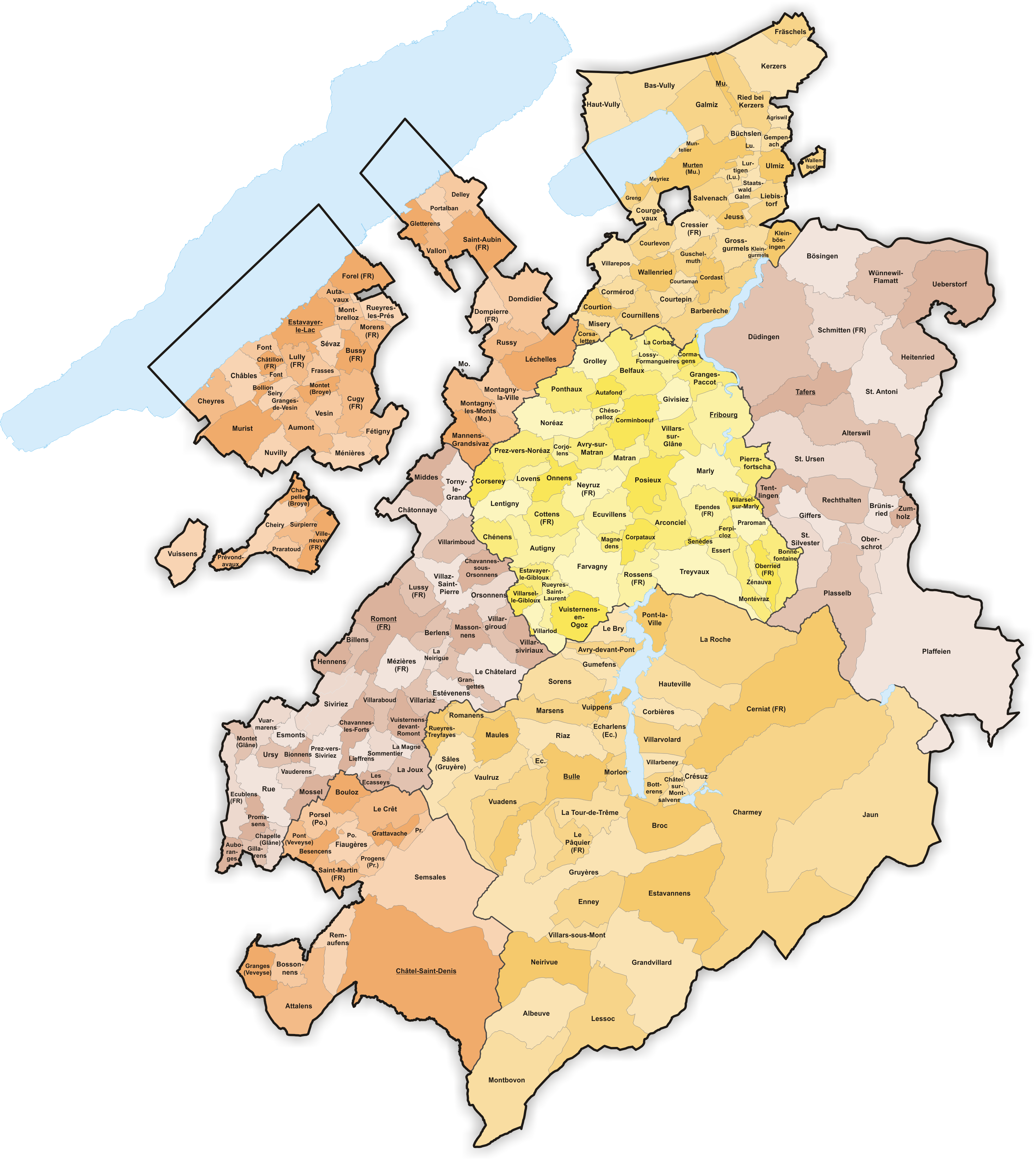
Gemeinden bis 1996
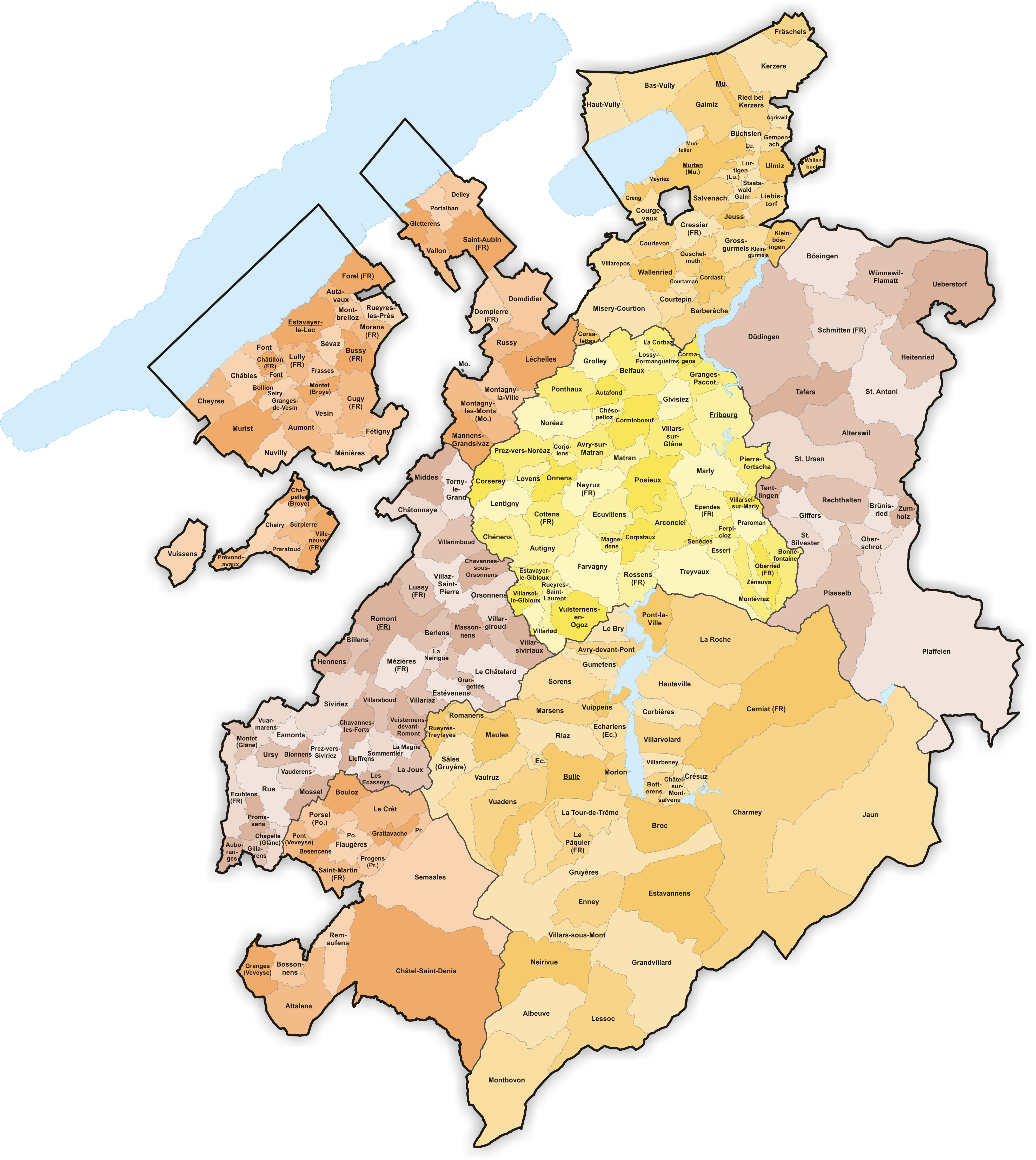
Gemeinden bis 1997
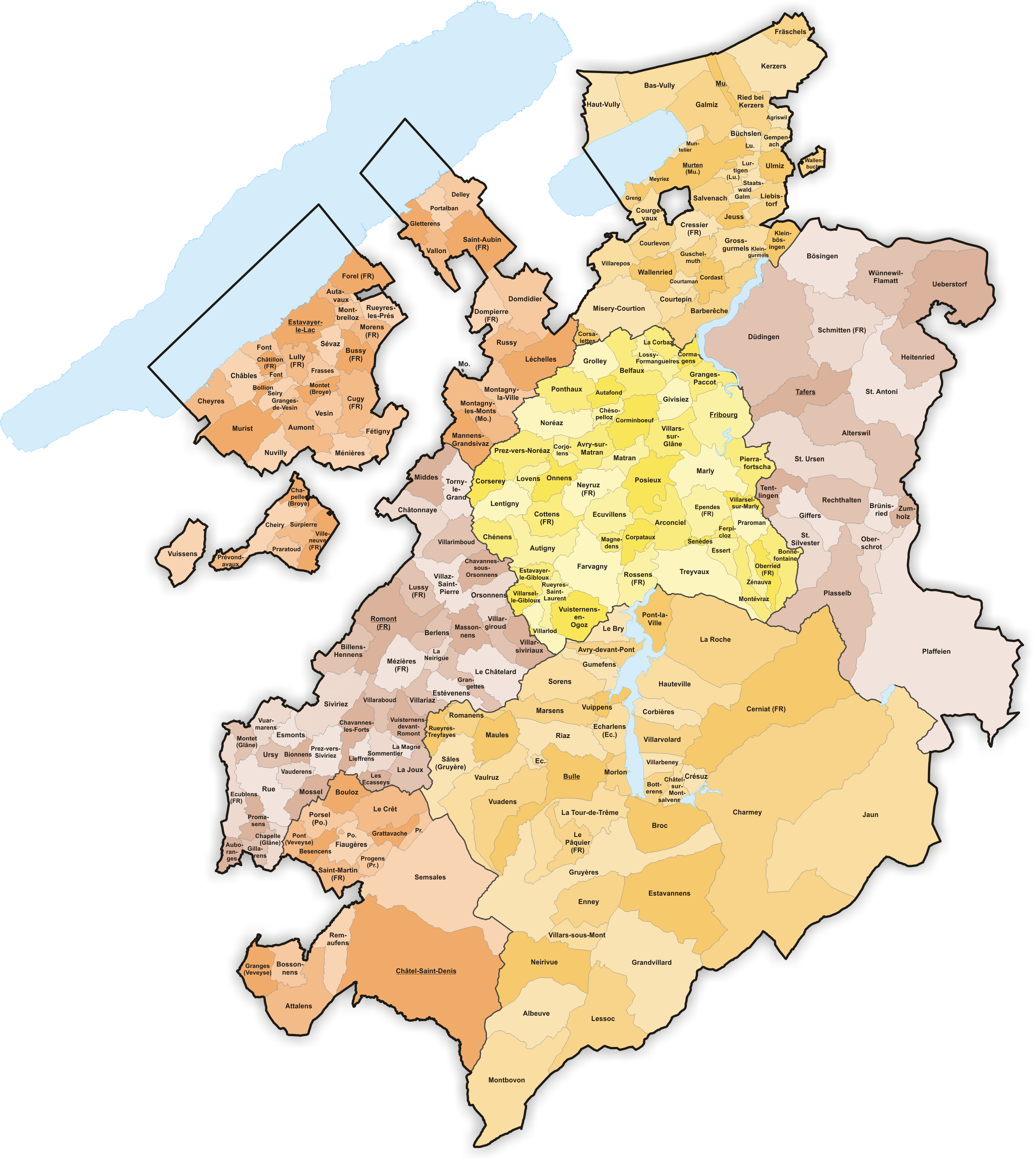
Gemeinden bis 1998
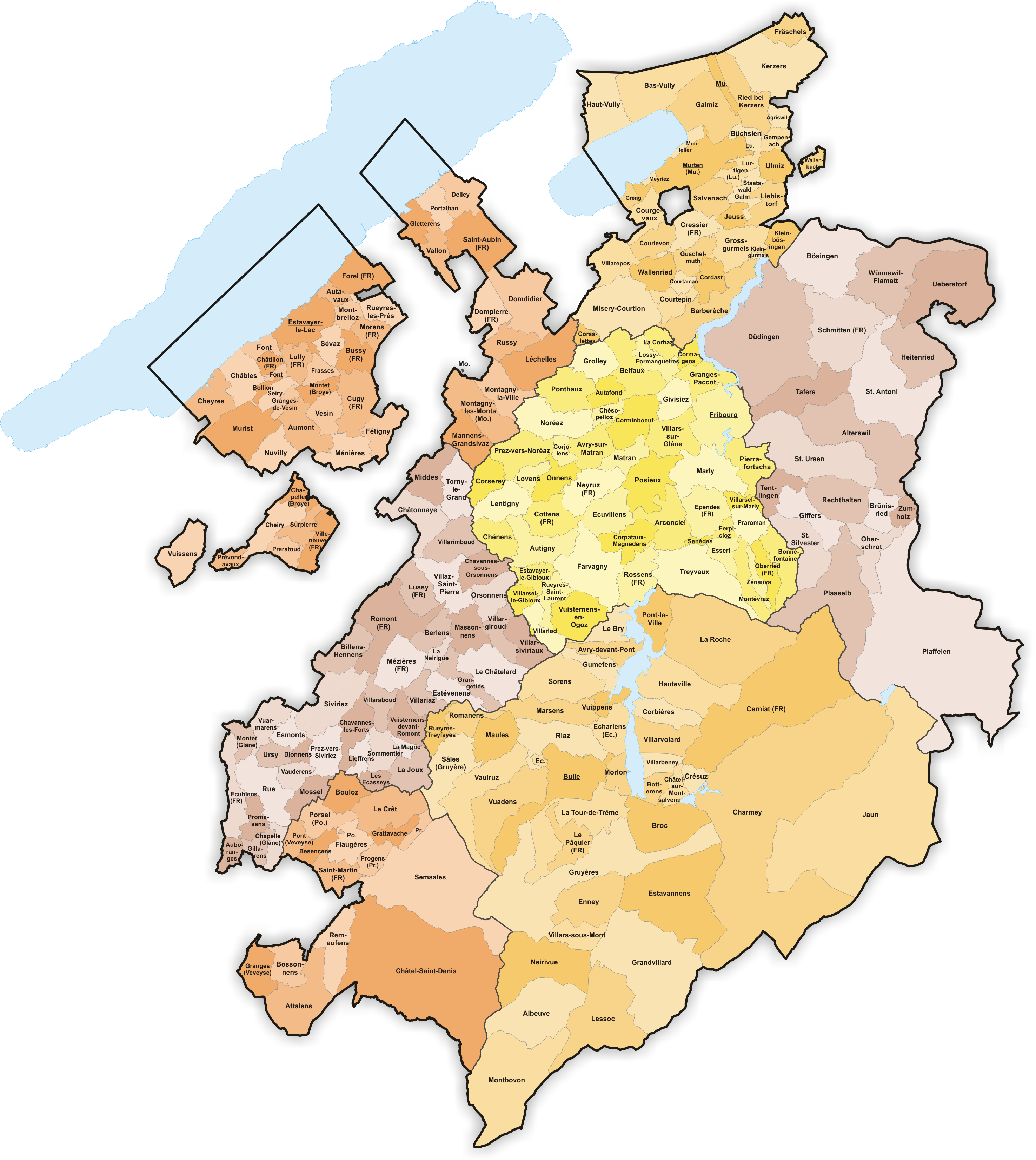
Gemeinden bis 1999
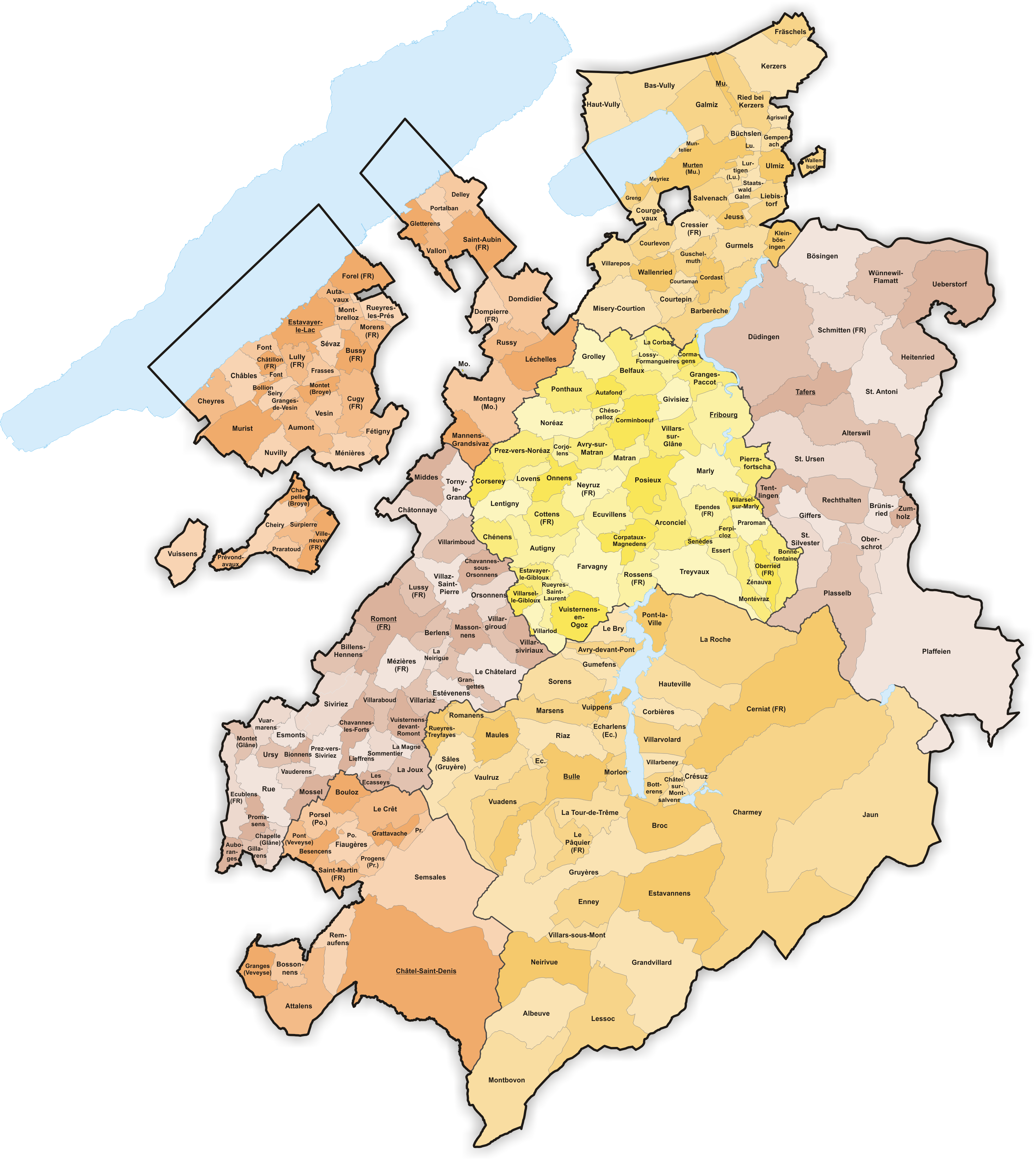
Gemeinden bis 2000
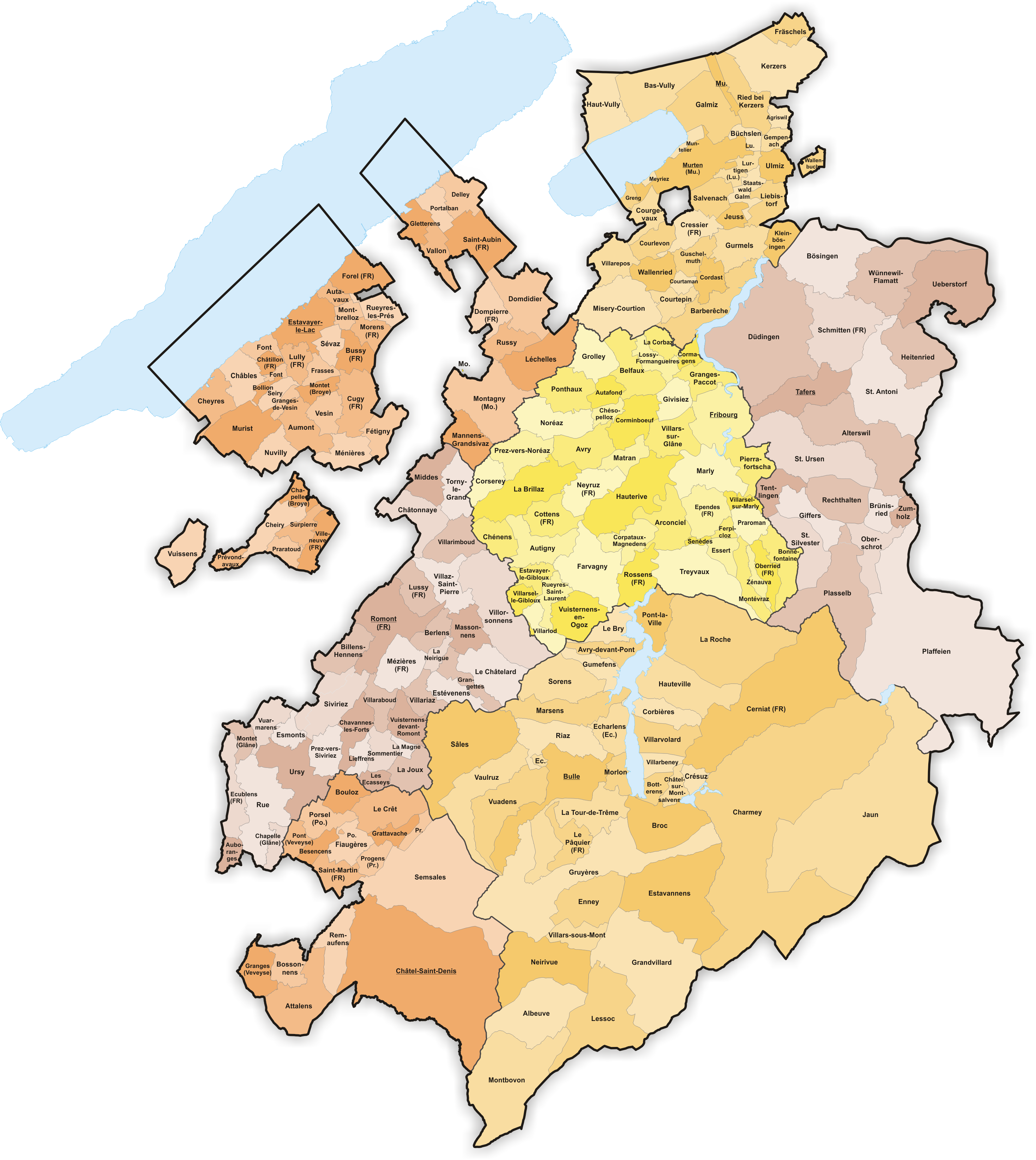
Gemeinden bis 2001
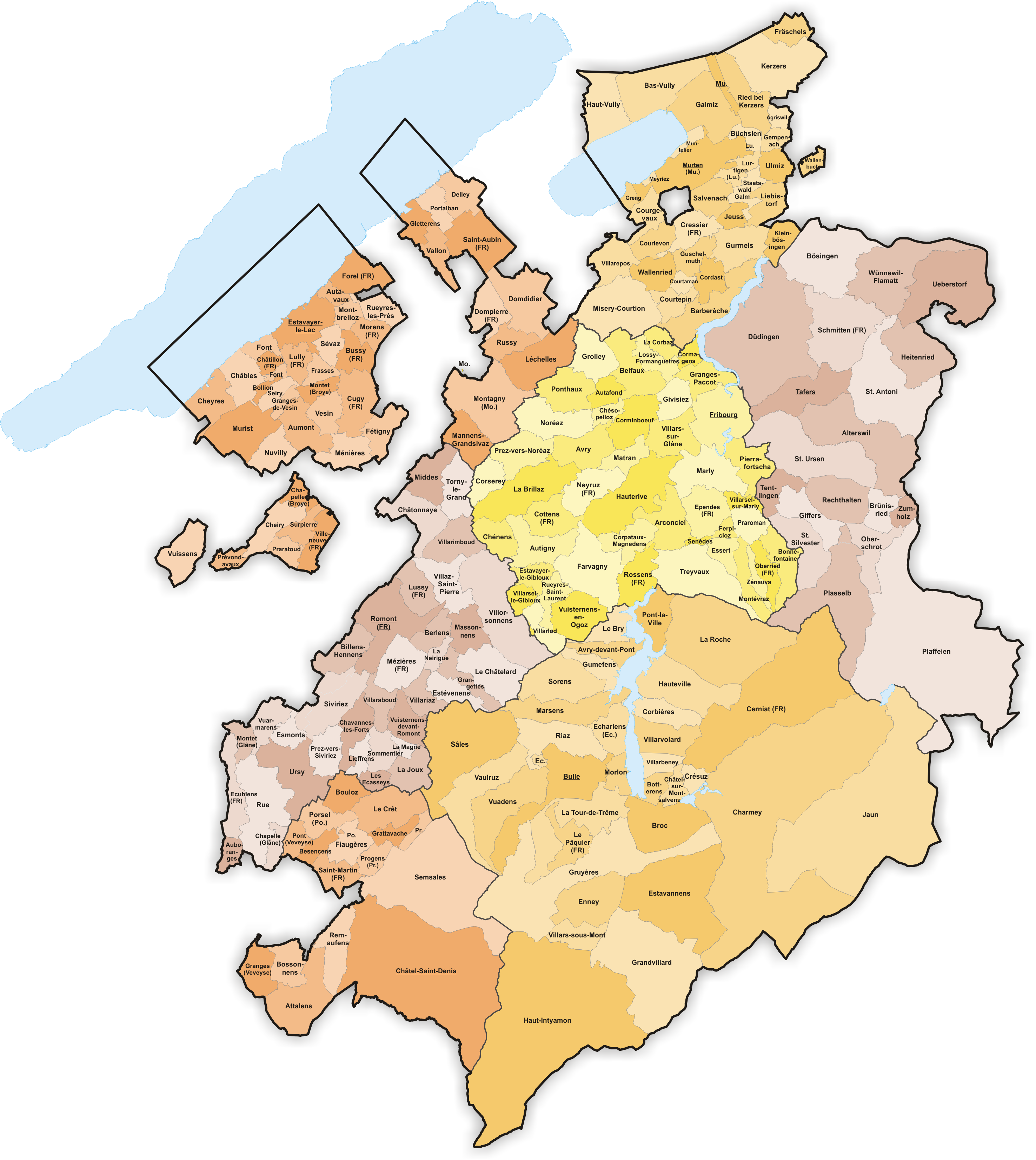
Gemeinden bis 2002
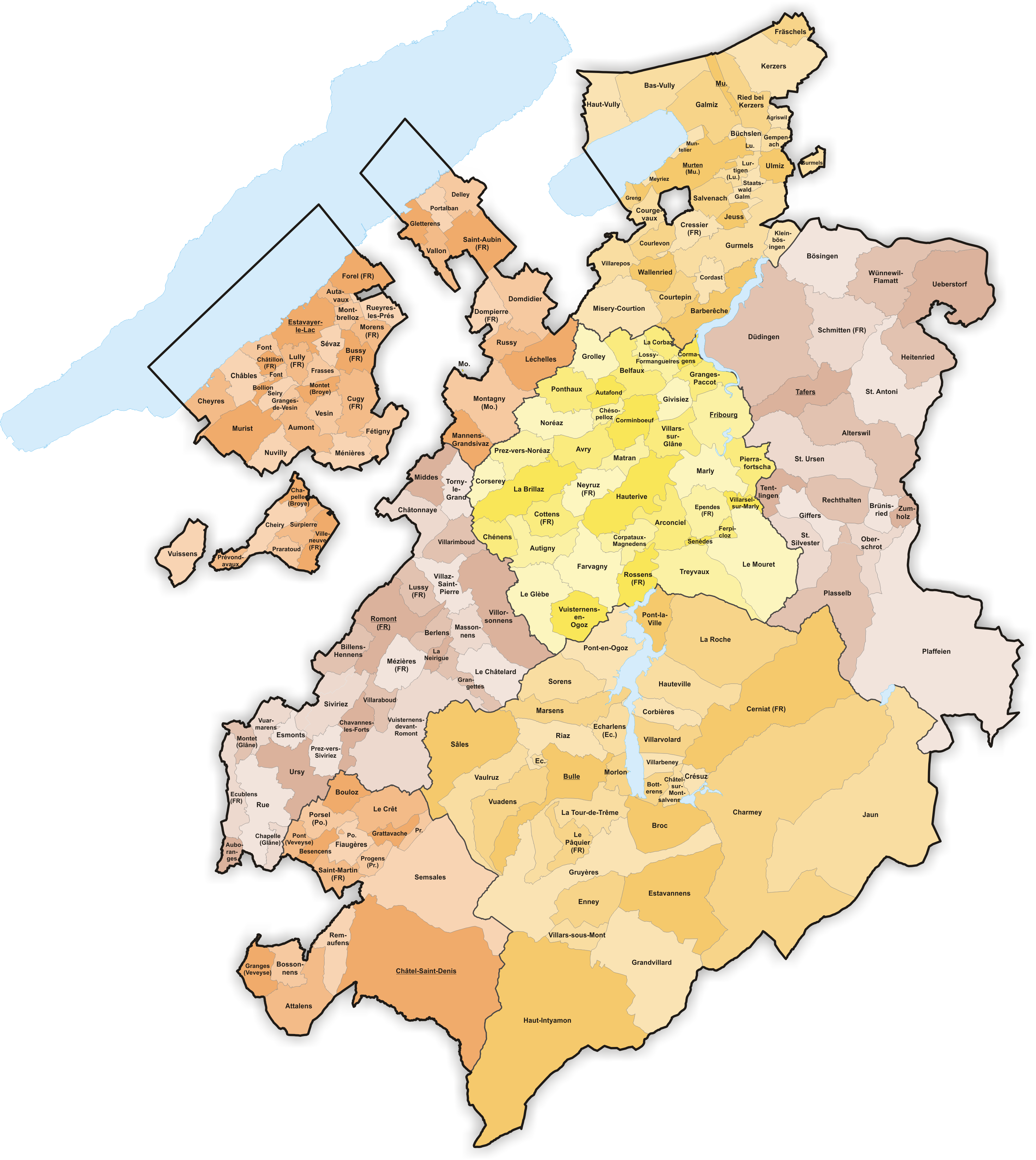
Gemeinden bis 2003
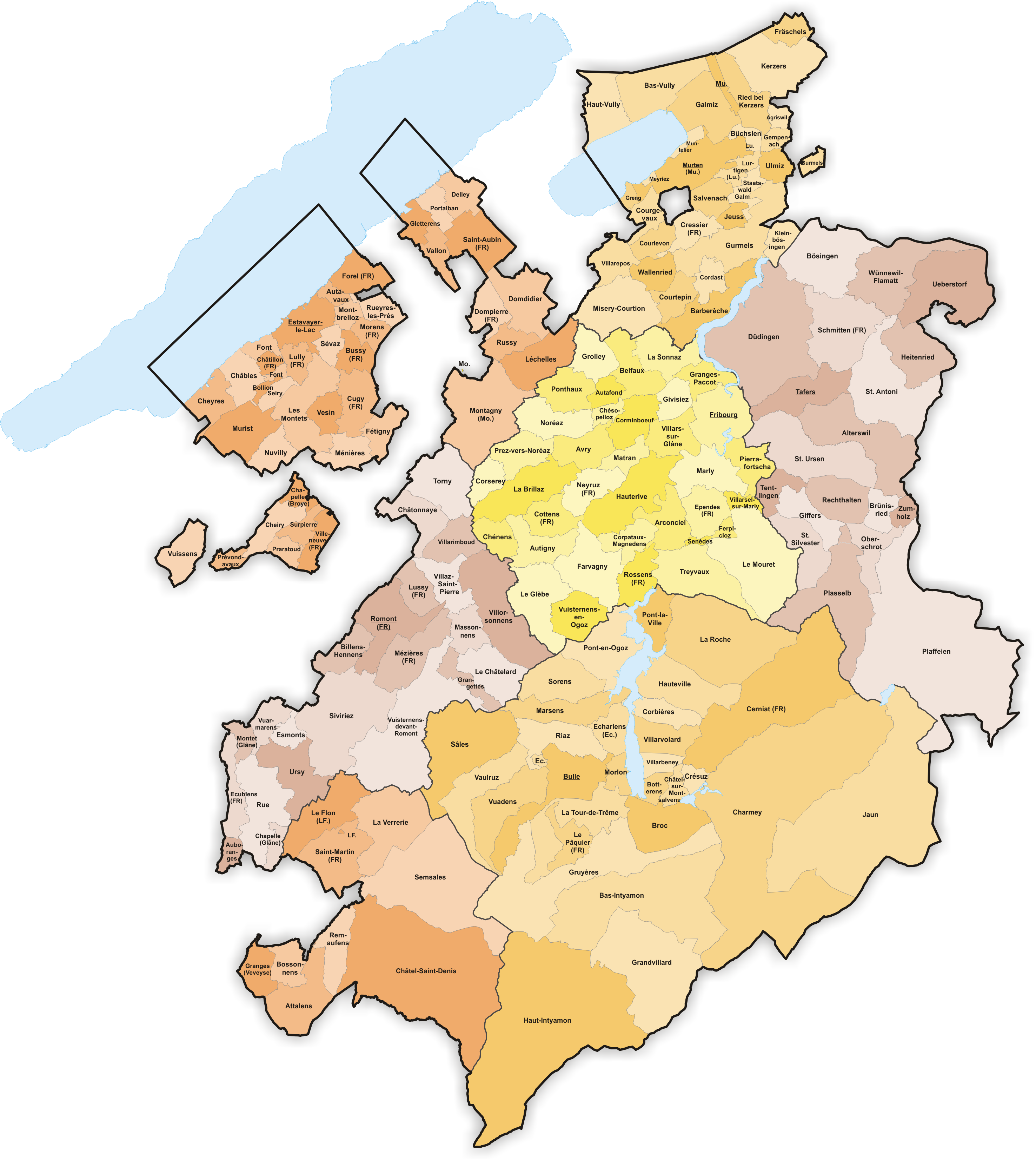
Gemeinden bis 2004
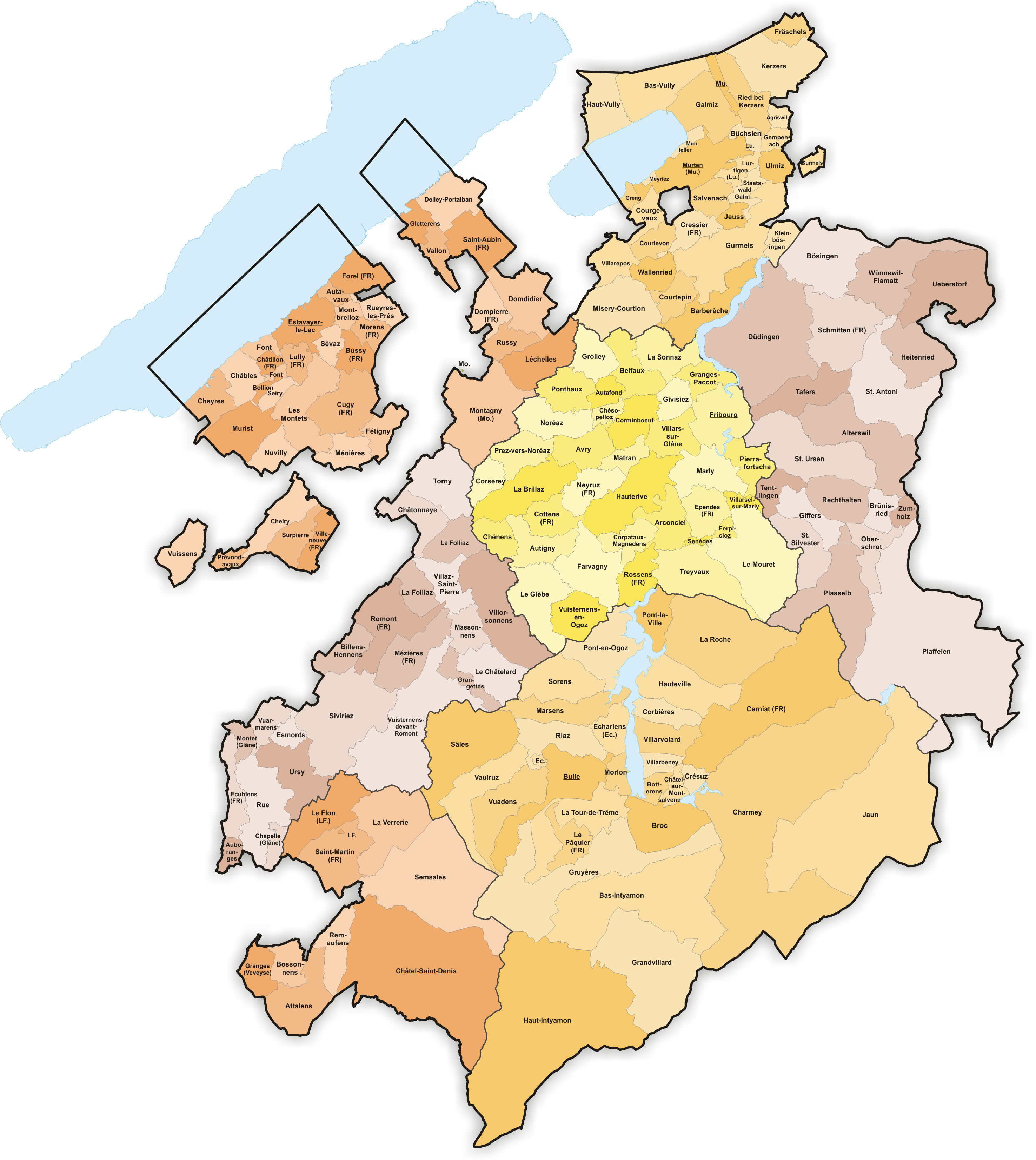
Gemeinden bis 2005
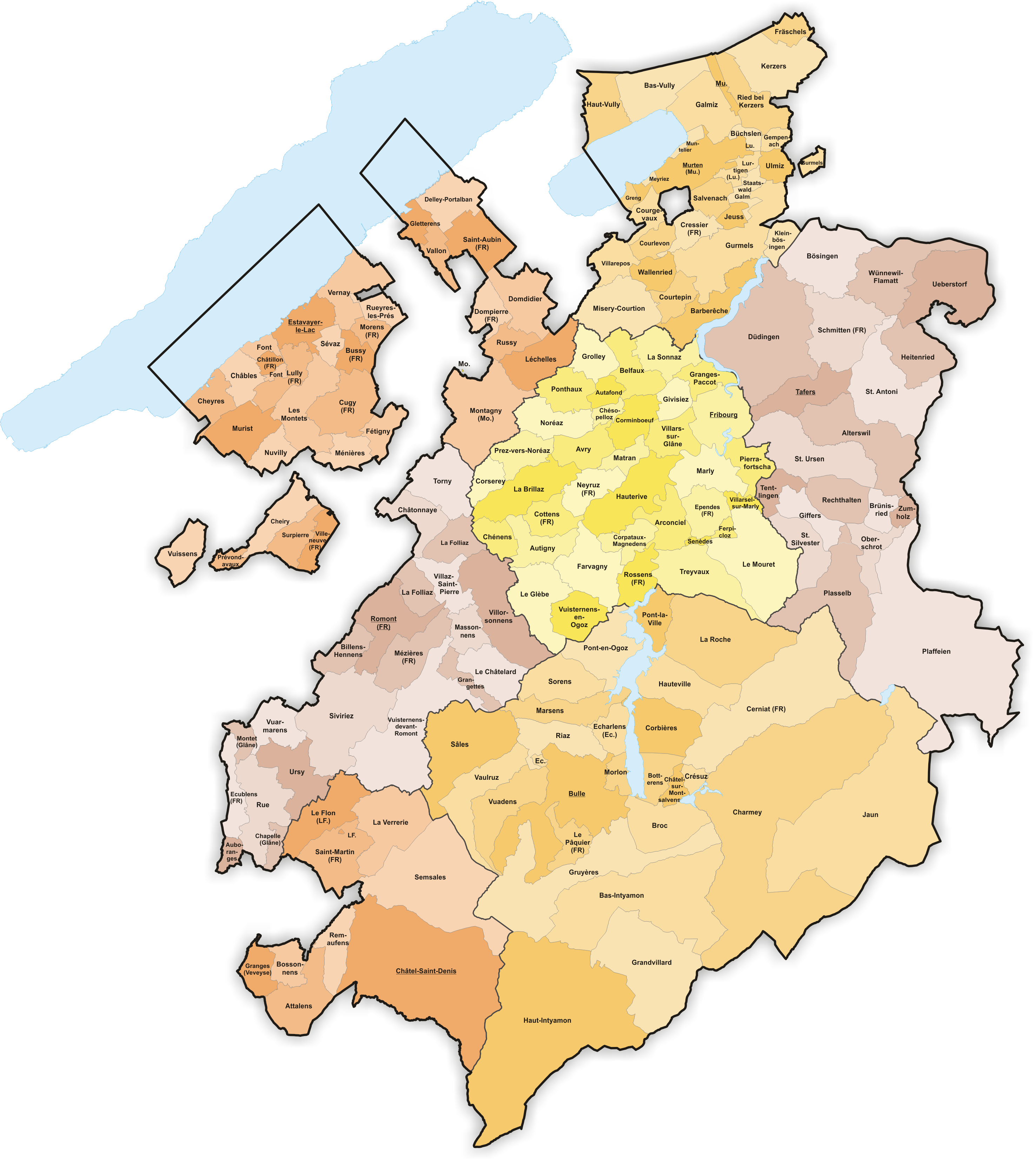
Gemeinden bis 2011
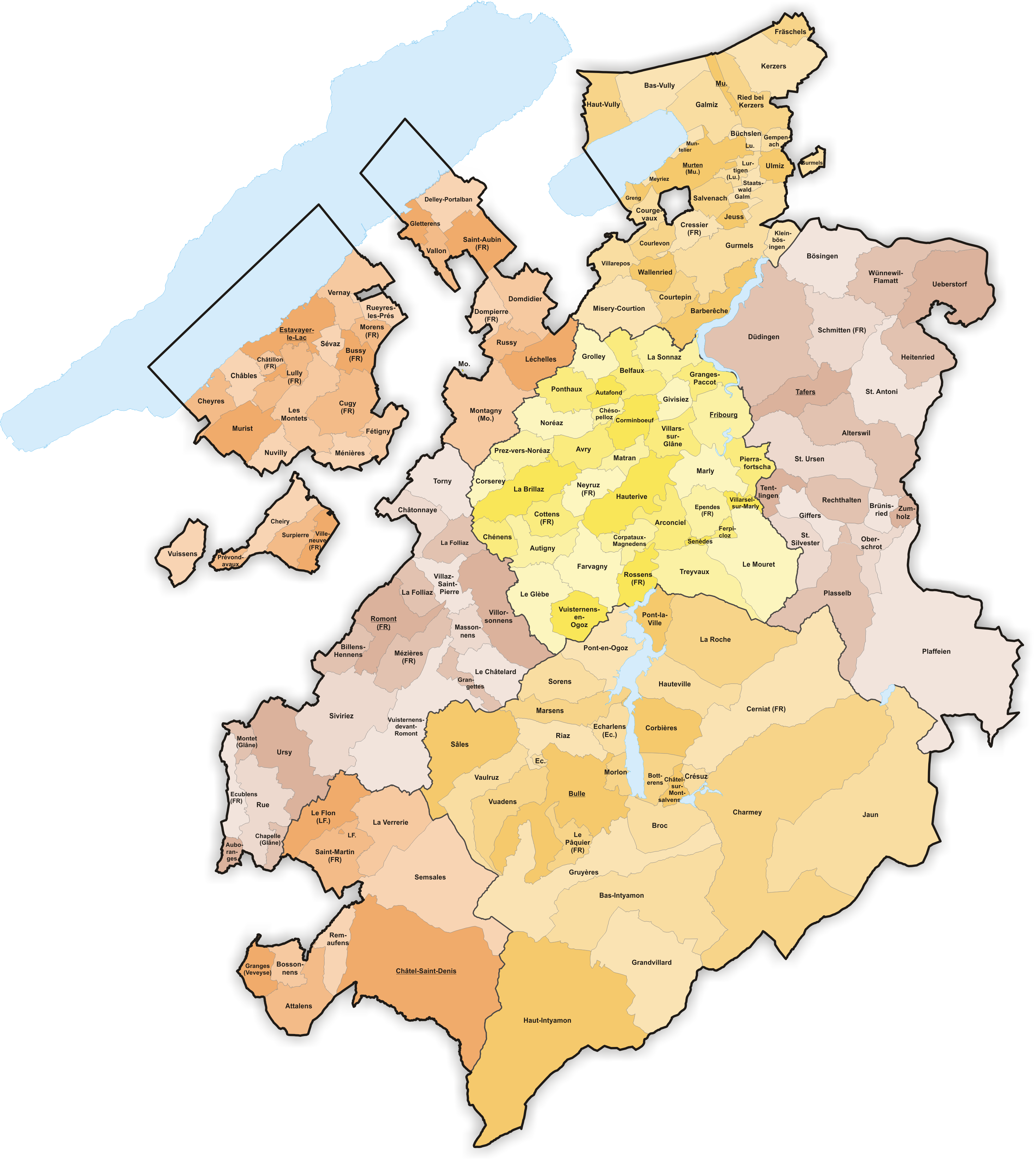
Gemeinden bis 2012
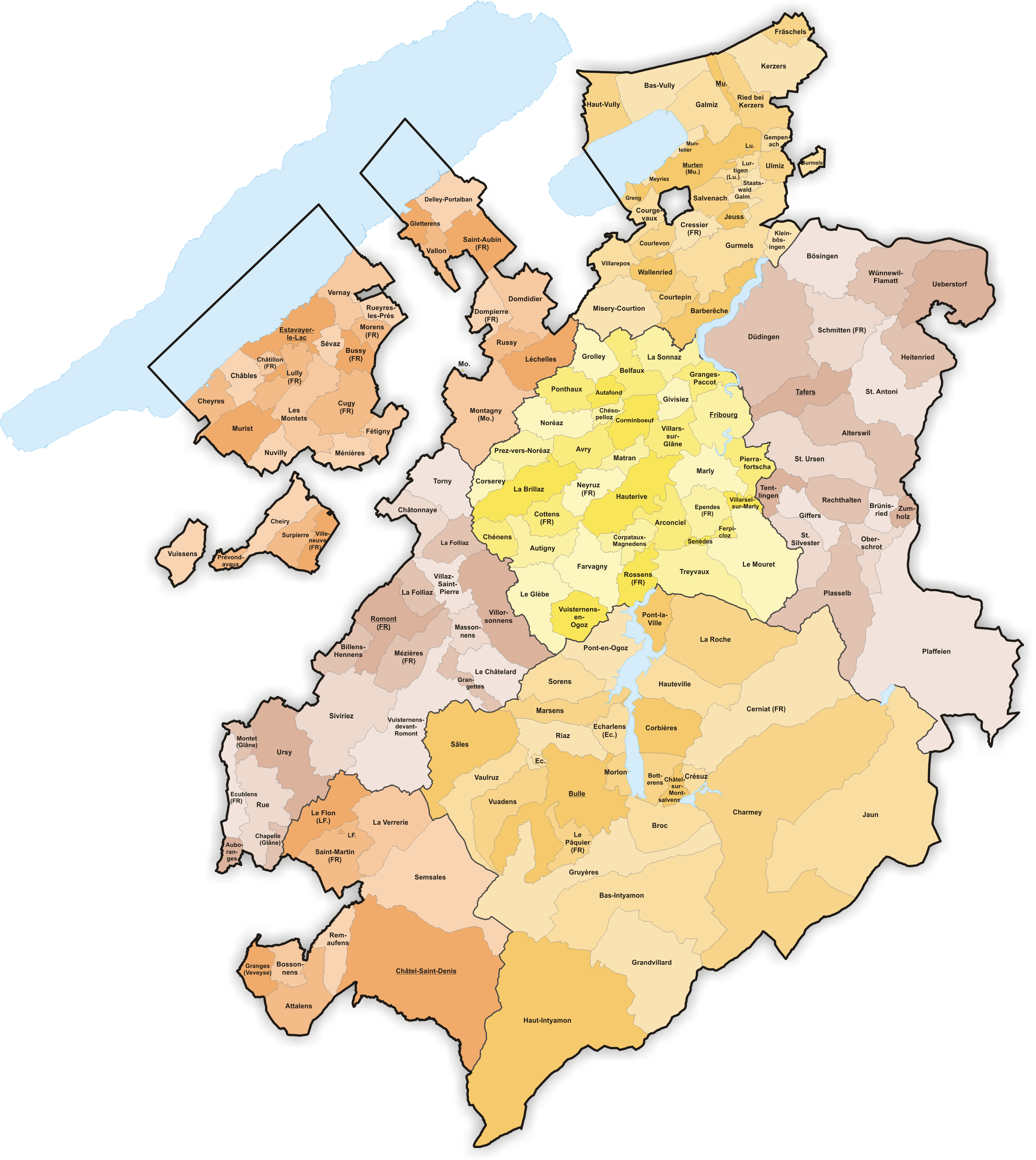
Gemeinden bis 2013
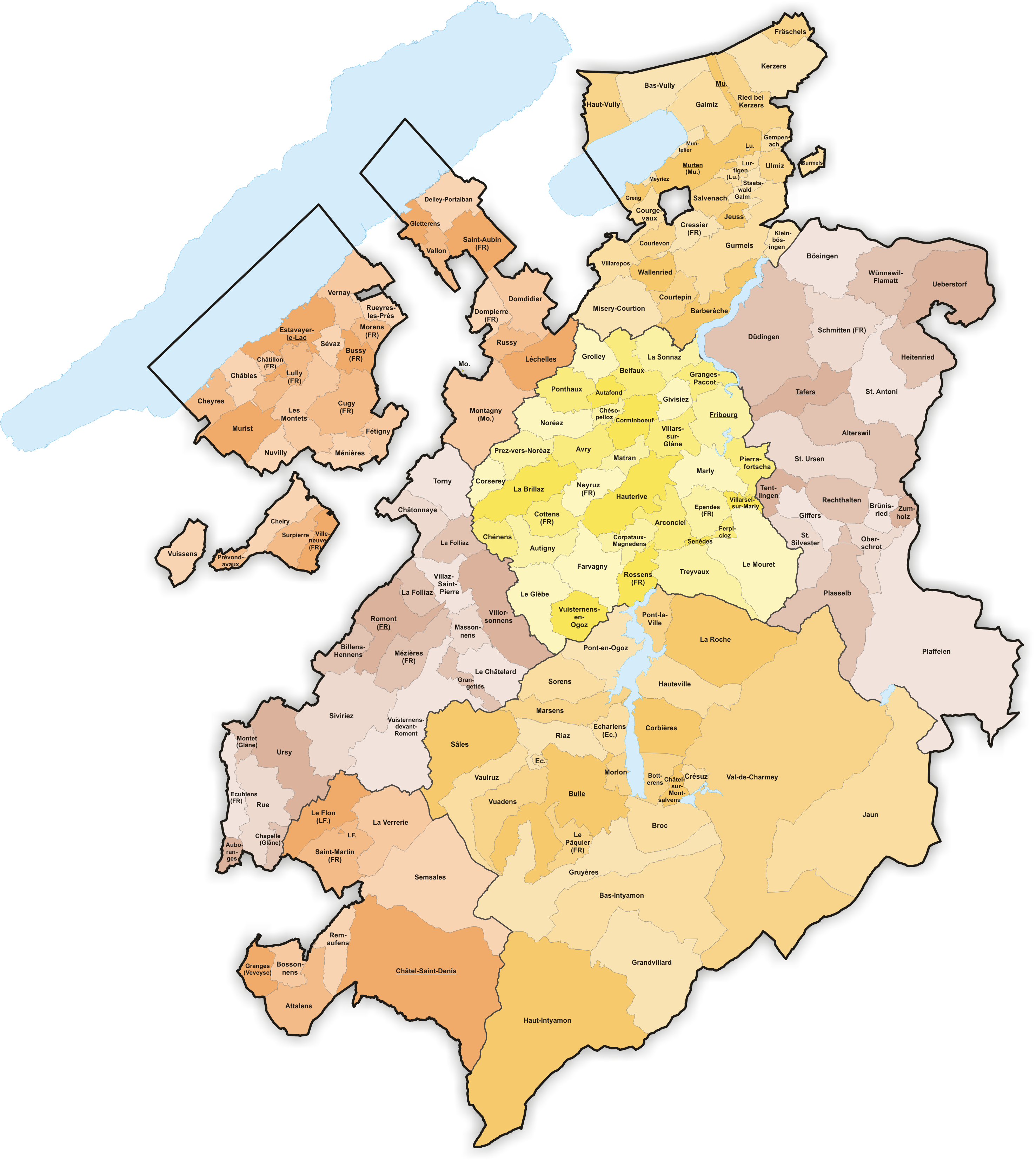
Gemeinden bis 2015
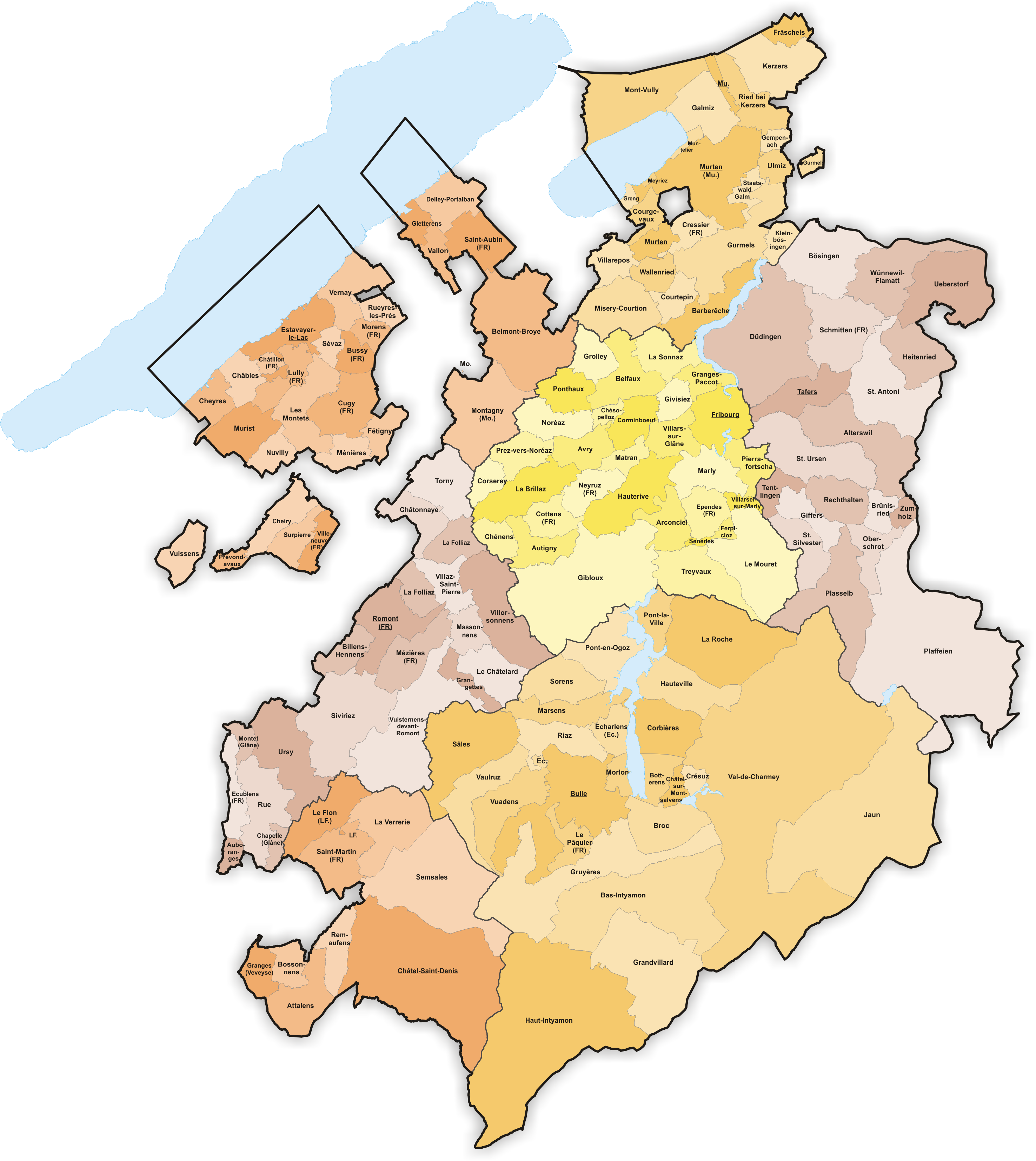
Gemeinden bis 2016
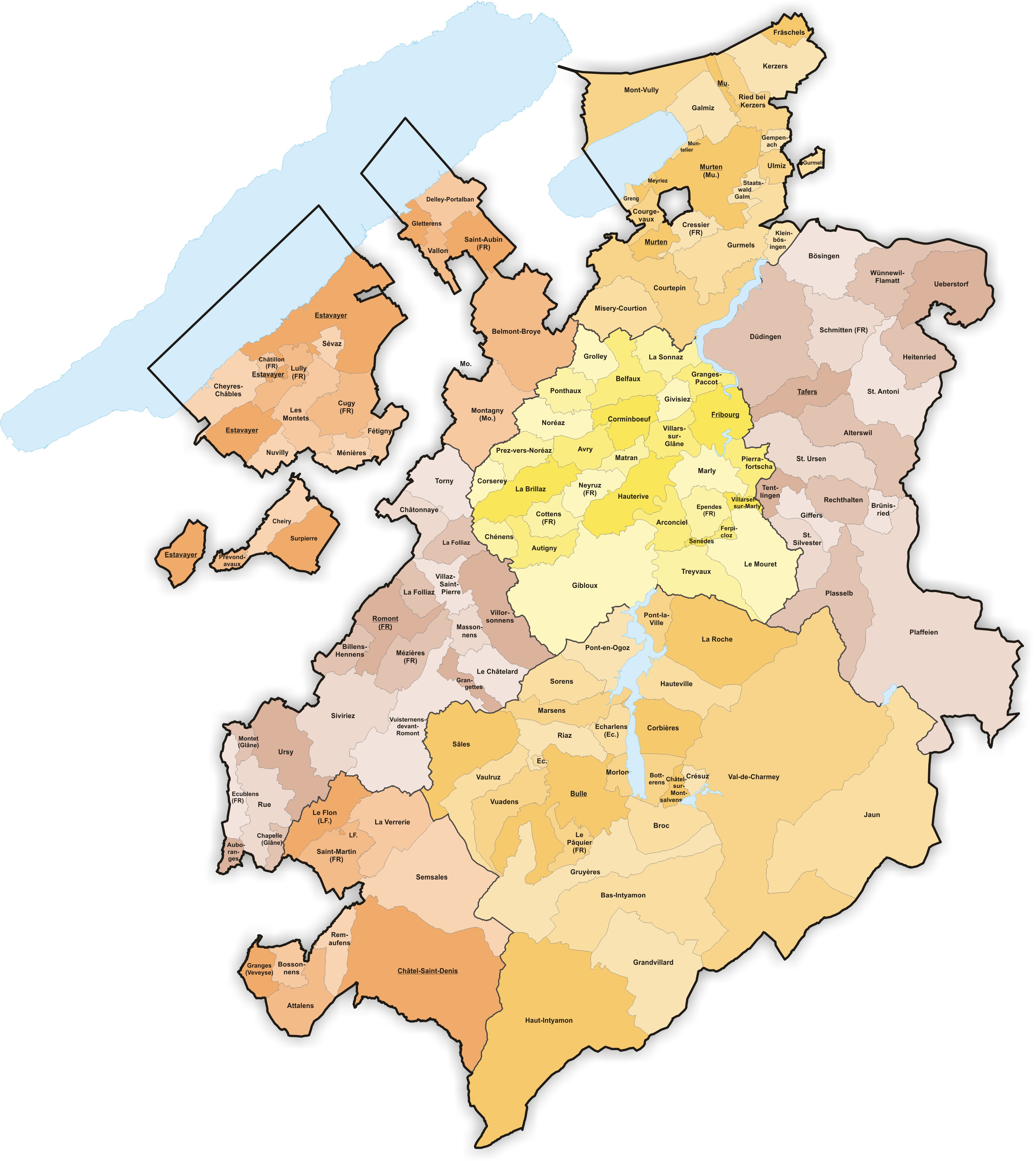
Gemeinden bis 2019
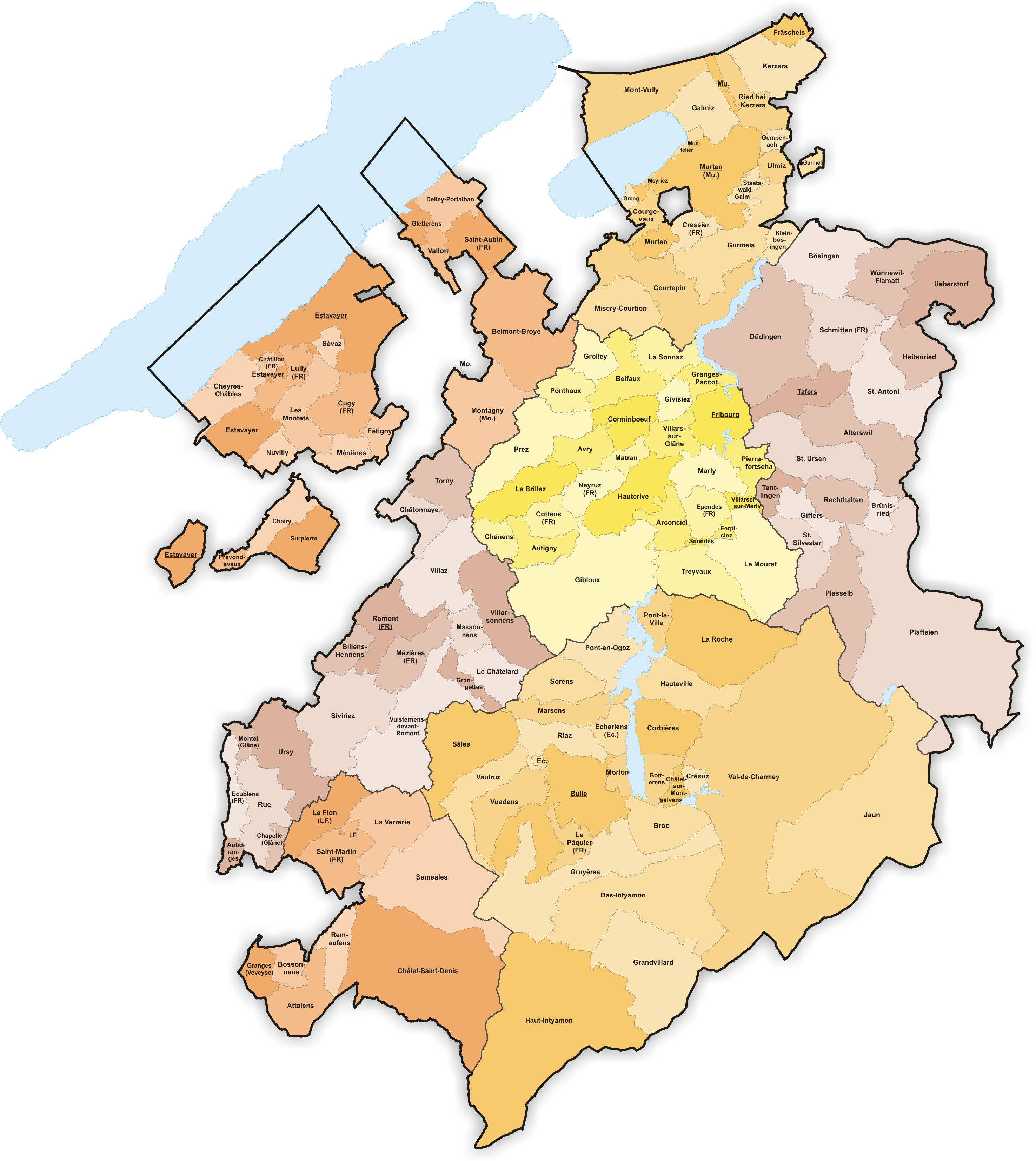
Gemeinden bis 2020
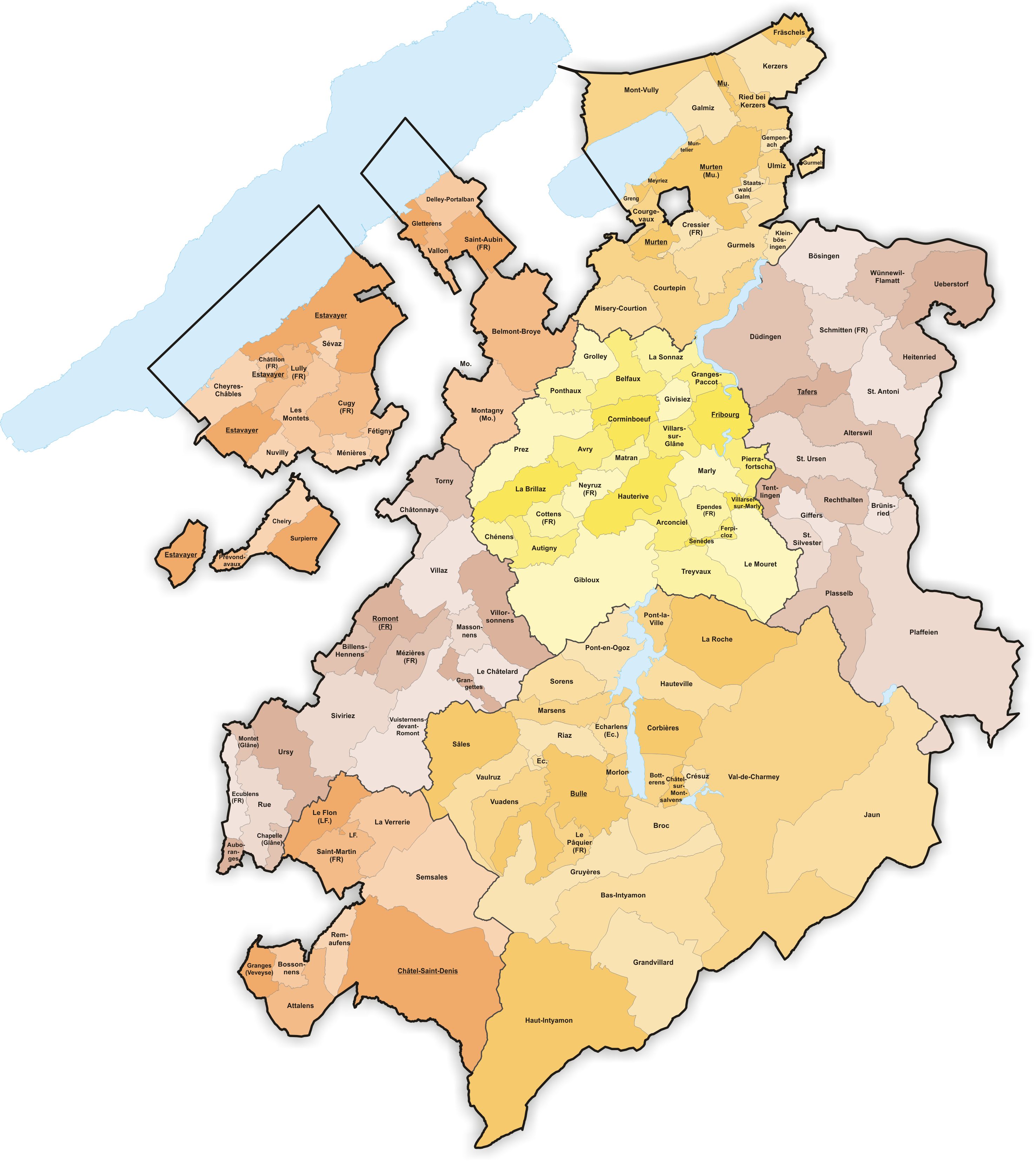
Gemeinden bis 2021
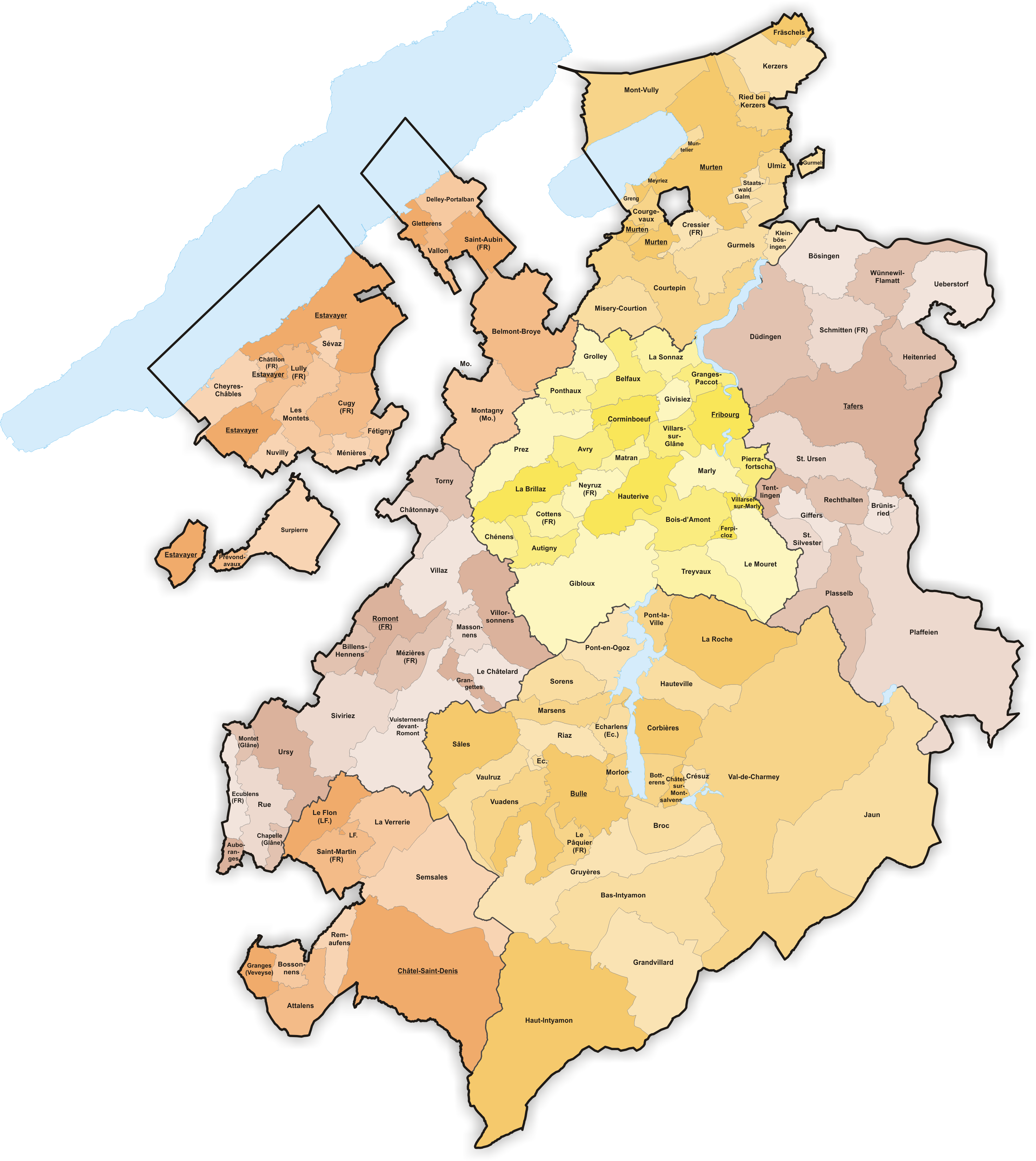
Gemeinden bis 2024

### Fusionen/Abspaltungen/Namensänderungen/Gebietsänderungen
- 1860: Schrickschrot  → St. Antoni (Namensänderung)

- 1866: Chavannes-sous-Orsonnens, Grange-la-Battiaz  → Chavannes-sous-Orsonnens

- 1868: Arruffens, Romont → Romont

- 1901: Oberried (See) → Ried (Namensänderung)

- 1922: Düdingen → Düdingen und Schmitten (Abspaltung)

- 1933: Cottens (FR) Neyruz (FR) (Gebietsänderung)

- 1953: Bösingen → Grossbösingen (Namensänderung)
- 1953: Chapelle-près-Surpierre → Chapelle (Broye) (Namensänderung)
- 1953: Chapelle-sur-Gillarens → Chapelle (Glâne) (Namensänderung)
- 1953: Mannens → Mannens-Grandsivaz (Namensänderung)

- 1961: Grossbösingen → Bösingen (Namensänderung)

- 1968: La Rougève, Semsales → Semsales

- 1969: Ecublens, Eschiens, Villangeaux → Ecublens

- 1970: Pont-en-Ogoz, Villars-d’Avry → Le Bry
- 1970: Marly-le-Grand, Marly-le-Petit → Marly

- 1971: Neuhaus, Plasselb → Plasselb

- 1972: Illens, Rossens → Rossens

- 1973: Macconnens, Villarimboud → Villarimboud

- 1974: Courlevon, Coussiberlé → Courlevon
- 1974: Wünnewil → Wünnewil-Flamatt (Namensänderung)

- 1975: Burg bei Murten, Murten → Murten

- 1976: Chésalles, Marly → Marly

- 1977: Belfaux, Cutterwil → Belfaux
- 1977: Ependes, Sales → Ependes
- 1977: Vully-le-Bas → Bas-Vully (Namensänderung)
- 1977: Vully-le-Haut → Haut-Vully (Namensänderung)

- 1978: Le Saulgy, Siviriez, Villaranon → Siviriez
- 1978: Fuyens, Villaz-Saint-Pierre → Villaz-Saint-Pierre
- 1978: Grossguschelmuth, Kleinguschelmuth → Guschelmuth
- 1978: Grossgurmels, Monterschu → Gurmels

- 1981: Les Glânes, Romont → Romont
- 1981: Nierlet-les-Bois, Ponthaux → Ponthaux
- 1981: Montborget, Murist, La Vounaise → Murist

- 1982: Formangueires, Lossy → Lossy-Formangueires

- 1983: Chandossel, Villarepos → Villarepos

- 1989: Bonnefontaine, Montécu → Bonnefontaine

- 1991: Altavilla, Murten → Murten
- 1991: Morlens, Vuarmarens → Vuarmarens
- 1991: Les Friques, Saint-Aubin → Saint-Aubin

- 1992: Franex, Murist → Murist

- 1993: Blessens, Rue → Rue

- 1994: Chandon, Léchelles → Léchelles

- 1996: Farvagny-le-Grand, Farvagny-le-Petit, Grenilles, Posat → Farvagny

- 1997: Cormérod, Cournillens, Courtion, Misery → Misery-Courtion

- 1998: Billens, Hennens → Billens-Hennens

- 1999: Corpataux, Magnedens → Corpataux-Magnedens

- 2000: Corsalettes und Grolley → Grolley
- 2000: Gurmels und Kleingurmels → Gurmels
- 2000: Montagny-la-Ville und Montagny-les-Monts → Montagny

- 2001: Avry-sur-Matran und Corjolens → Avry
- 2001: Maules, Romanens, Rueyres-Treyfayes und Sâles → Sâles
- 2001: Bionnens, Mossel, Ursy und Vauderens → Ursy
- 2001: Gillarens, Promasens und Rue → Rue
- 2001: Lentigny, Lovens und Onnens → La Brillaz
- 2001: Chavannes-sous-Orsonnens, Orsonnens, Villargiroud und Villarsiviriaux → Villorsonnens
- 2001: Marsens und Vuippens → Marsens
- 2001: Ecuvillens und Posieux → Hauterive

- 2002: Albeuve, Lessoc, Montbovon und Neirivue → Haut-Intyamon

- 2003: Avry-devant-Pont, Le Bry und Gumefens → Pont-en-Ogoz
- 2003: Gurmels, Guschelmuth, Liebistorf und Wallenbuch → Gurmels
- 2003: Les Ecasseys, Estévenens, La Joux, Lieffrens, La Magne, Sommentier, Villariaz und Vuisternens-devant-Romont→ Vuisternens-devant-Romont
- 2003: Courtaman und Courtepin → Courtepin
- 2003: Estavayer-le-Gibloux, Rueyres-Saint-Laurent, Villarlod und Villarsel-le-Gibloux → Le Glèbe
- 2003: Bonnefontaine, Essert, Montévraz, Oberried, Praroman und Zénauva → Le Mouret

- 2004: Bouloz, Pont (Veveyse) und Porsel → Le Flon
- 2004: Mannens-Grandsivaz und Montagny → Montagny
- 2004: Besencens, Fiaugères und Saint-Martin → Saint-Martin
- 2004: La Corbaz, Cormagens und Lossy-Formangueires → La Sonnaz
- 2004: Berlens und Mézières → Mézières
- 2004: Middes und Torny-le-Grand → Torny
- 2004: Aumont, Frasses, Granges-de-Vesin und Montet (Broye) → Les Montets
- 2004: Enney, Estavannens und Villars-sous-Mont → Bas-Intyamon
- 2004: Chavannes-les-Forts, Prez-vers-Siviriez, Siviriez und Villaraboud → Siviriez
- 2004: La Neirigue und Vuisternens-devant-Romont → Vuisternens-devant-Romont
- 2004: Le Crêt, Grattavache und Progens→ La Verrerie

- 2005: Delley und Portalban → Delley-Portalban
- 2005: Chapelle (Broye) und Cheiry → Cheiry
- 2005: Cordast und Gurmels → Gurmels
- 2005: Cugy und Vesin → Cugy
- 2005: Praratoud und Surpierre → Surpierre
- 2005: Lussy und Villarimboud → La Folliaz

- 2006: Botterens und Villarbeney → Botterens
- 2006: Bulle und La Tour-de-Trême → Bulle
- 2006: Autavaux, Forel und Montbrelloz → Vernay
- 2006: Esmonts und Vuarmarens → Vuarmarens
- 2006: Bollion, Lully und Seiry → Lully
- 2006: Agriswil und Ried bei Kerzers → Ried bei Kerzers

- 2011: Corbières und Villarvolard → Corbières

- 2012: Estavayer-le-Lac und Font → Estavayer-le-Lac
- 2012: Ursy und Vuarmarens → Ursy

- 2013: Büchslen und Murten → Murten

- 2014: Cerniat und Charmey → Val-de-Charmey

- 2016: Domdidier, Dompierre, Léchelles und Russy → Belmont-Broye

- 2016: Autafond und Belfaux → Belfaux
- 2016: Corpataux-Magnedens, Farvagny, Le Glèbe, Rossens und Vuisternens-en-Ogoz → Gibloux
- 2016: Courlevon, Jeuss, Lurtigen, Murten und Salvenach → Murten
- 2016: Bas-Vully und Haut-Vully → Mont-Vully

- 2017: Surpierre und Villeneuve → Surpierre
- 2017: Bussy, Estavayer-le-Lac, Morens, Murist, Rueyres-les-Prés, Vuissens und Vernay → Estavayer
- 2017: Barberêche, Courtepin, Villarepos und Wallenried → Courtepin
- 2017: Chésopelloz und Corminboeuf → Corminboeuf
- 2017: Châbles und Cheyres → Cheyres-Châbles
- 2017: Oberschrot, Plaffeien und Zumholz → Plaffeien

- 2020: Corserey, Noréaz und Prez-vers-Noréaz → Prez
- 2020: La Folliaz, Villaz-Saint-Pierre → Villaz

- 2021: Cheiry und Surpierre → Surpierre
- 2021: Arconciel, Ependes und Senèdes → Bois-d’Amont
- 2021: Alterswil, St. Antoni und Tafers → Tafers

- 2022: Clavaleyres (BE), Galmiz, Gempenach und Murten → Murten

- 2025: Auboranges, Chapelle, Ecublens und Rue → Rue

- 2025: Montet und Ursy → Ursy

- 2025: Grolley und Ponthaux → Grolley-Ponthaux

### Nicht vollzogen oder verschoben
- 2018: Düdingen, Schmitten, Ueberstorf und Wünnewil-Flamatt → Flamatt

- 2018: Chénens, La Folliaz,  Romont, Siviriez, Villaz-Saint-Pierre und Villorsonnens → Glâne

- 2018: Delley-Portalban, Gletterens, Saint-Aubin und Vallon → Portalban

- 2018: Greng, Meyriez und Murten → Murten

- 2018: Arconciel, Ependes, Fribourg, Marly, Pierrafortscha und Villarsel-sur-Marly → Fribourg